# Кавказская война
Кавказская война (1817—1864) — обобщающее название военных действий Русской императорской армии, связанных с присоединением Северного Кавказа к Российской империи, и её военного противостояния с Северо-Кавказским имаматом.
В начале XIX века в состав Российской империи вошли грузинские Картли-Кахетинское и Имеретинское царства (1801—1811), а также некоторые бывшие территории северного Ирана — так называемые Закавказские ханства (1804—1813). Однако между приобретёнными землями и Россией лежали земли отчасти присягнувших на верность России (нередко временно и вынужденно), но де-факто независимых северокавказских народов, преимущественно исповедующих ислам. Борьба с набеговой системой горцев стала одной из важных задач российской политики на Кавказе. Многие горские народы северных склонов Главного Кавказского хребта оказали ожесточённое сопротивление усиливающемуся влиянию имперской власти. Наиболее ожесточённые военные действия происходили в период 1817—1864 гг. Основные районы военных действий — Северо-Западный (Черкесия) и Северо-Восточный (Дагестан, Чечня) Кавказ. Периодически вооружённые столкновения между горцами и русскими войсками происходили на территории Закавказья, Кабарды.
После усмирения Большой Кабарды (1825) главными противниками российских войск выступили адыги Черноморского побережья и Прикубанья, а на востоке — горцы, объединившиеся в военно-теократическое исламское государство — Северо-Кавказский имамат, который возглавил Шамиль. На этом этапе Кавказская война переплелась с Русско-персидской (1826—1828) и Русско-турецкой (1828—1829) войнами, окончившимися победой России.
С середины 1830-х годов конфликт обострился в связи с возникновением в Дагестане (а в 1840 году и в Чечне) религиозно-политического движения под флагом газавата, которое получило моральную и военную поддержку Османской империи и Великобритании (которая особенно усилилась во время Крымской войны). Сопротивление горцев Чечни и Дагестана было сломлено в 1859 году, когда взяли в плен имама Шамиля. Война же с адыгскими племенами Западного Кавказа продолжалась до 1864 года и закончилась массовым исходом большей части адыгов, абхазов и абазин в Османскую империю, оставшееся небольшое их количество было насильно депортирована на равнинные земли Прикубанья.
Кавказская война считается самой длинной войной в истории России.

## Название
Понятие «Кавказская война» введено в 1860 году российским военным историком и публицистом, современником боевых действий Ростиславом Фадеевым в книге «Шестьдесят лет Кавказской войны». В качестве аналога в современных исследованиях используется также понятие «Русско-Кавказская война», но в большинстве случаев применяется первый вариант, так как Россия воевала не с одним государством, а со множеством народов. В историографии царской России боевые действия на Северном Кавказе, в том числе с Ираном и Османской империей, рассматривались как нечто единое. Дореволюционные и советские историки вплоть до 1940-х годов предпочитали термин «Кавказские войны», подразумевая процесс присоединения земель от Кубани и Терека до границ с Турцией и Ираном.
В Большой советской энциклопедии статья о войне называлась «Кавказская война 1817—64».
После распада СССР и образования Российской Федерации в автономных субъектах России усилились сепаратистские тенденции. Это отразилось и на отношении к событиям на Северном Кавказе (и, в частности, к Кавказской войне), на их оценке. М. М. Гасаналиев определил войну 1817—1864 годов, как «Первая Кавказская война».
Встречаются также термины «Народно-освободительная борьба горцев Северного Кавказа», «Кавказско-горская война», «Русско-горская война» и обозначения локальных кавказских войн: «русско-кабардинская (1763—1825)», «русско-чечено-дагестанская (1829—1859)» и другие. На языках кавказских народов война имеет разные названия. Так, у адыгов она называется «джэурзауэ», что означает «война с неверными», у чеченцев — «гIазот» — газават или «гIазотан тIом» — война газавата.

## Предыстория
Проникновение России на Кавказ началось во второй половине XVI века, в эпоху Ивана Грозного. Оплотом русского влияния на Кавказе были Терский и Сунженский остроги, построенные в низовье Терека и Сунжи. В этот период Россия вела войны с Тарковским шамхальством.
Систематическое продвижение на Кавказе Россия начала в XVIII веке. Со строительством в 1735 году Кизляра, началось возведение Кавказской линии укреплений. В 1763 году был основан Моздок. После русско-турецкой войны 1768―1774 годов императрица Екатерина II издала указ о строительстве линии форпостов. К 1785 году с основанием Владикавказа строительство линии было окончено. 
По Георгиевскому трактату 24 июля 1783 года, картли-кахетинский царь Ираклий II был принят под покровительство России. В Грузии было решено содержать 2 русских батальона с 4 орудиями.
После присоединения Крыма к России в 1783 году земли к северу от Кубани, где проживали ногайцы, перешли к России. Опасаясь переселения за Урал, ногайцы подняли восстание, подавленное Суворовым. С подавлением данного восстания Российской Империи открылся путь к колонизации степного Предкавказья. Значительная часть ногайцев переселилась в Османскую империю, остальные откочевали в северный Дагестан.
Актом 1792 года Екатерина II пожаловала Черноморскому войску земли от Тамани до устья реки Лабы. В следующем, 1793 году, был основан войсковой город Екатеринодар (ныне г. Краснодар) и ряд казачьих станиц. Процесс переселения длился несколько лет. Наряду с казаками в Черномории стали селиться беглые крестьяне и отслужившие солдаты.

### Движение шейха Мансура и Русско-турецкая война
В 1785 году в Чечне и Дагестане появился исламский проповедник шейх Мансур. Мансур пытался поднять среди горцев восстание против России, одновременно ища поддержки у Османской империи. В том же году объединённые войска горцев под командованием Мансура безуспешно осаждали Кизляр. После поражения горцев в Татартубском сражении Мансур перебрался в Черкесию.
В 1787 году, ввиду готовившегося разрыва между Россией и Турцией, находившиеся в Закавказье русские войска были отозваны на укреплённую линию, для защиты которой на побережье Кубани был возведён ряд укреплений и образованы 2 корпуса: Кубанский егерский, под начальством генерал-аншефа Текели, и Кавказский, под начальством генерал-поручика Потёмкина. Кабардинцы прекратили боевые действия в обмен на возвращение пахотных земель Пятигорья. Кроме того, учреждено было земское войско из осетин, ингушей и кабардинцев. Поняв, что Пятигорье не будет возвращено, кабардинцы в 1790 году вышли из состава российских войск, действовавших против Турции. Генерал Потёмкин, а потом генерал Текели предпринимали экспедиции за Кубань, но положение дел на линии существенно не менялось, и набеги горцев продолжались. Сообщение России с Закавказьем почти прекратилось. Владикавказ и другие укреплённые пункты на пути в Грузию были в 1788 г. оставлены. Поход на Анапу (1789) не удался. В 1790 году турки вместе с т. н. закубанскими горцами двинулись в Кабарду, но были разбиты генералом Германом в сражении при Абазинке. В июне 1791 года командующий Кубанским корпусом и начальник Кавказской линии И. В. Гудович штурмом взял Анапу, причём был захвачен в плен раненый шейх Мансур.
С окончанием русско-турецкой войны 1787—1792 годов началось усиление Кавказской линии и строительство новых казачьих станиц. Терек и верхняя Кубань заселялись донскими казаками, а правый берег Кубани, от Усть-Лабинской крепости до берегов Азовского и Чёрного морей, заселялся черноморскими казаками.

### Русско-персидская война (1796)
Грузия находилась в это время в самом плачевном состоянии. Пользуясь этим, правитель Персии Ага Мохаммед Шах Каджар вторгся в Грузию и 11 сентября 1795 года взял и разорил Тифлис. Царь Ираклий с горстью приближённых бежал в горы. В конце того же года русские войска вступили в Грузию и Дагестан. Дагестанские владетели изъявили свою покорность, кроме Сурхай-хана II Газикумухского и дербентского хана Шейхали-хана. На территории села Алпан произошло кровопролитное сражение между отрядом генерала С. А. Булгакова и отрядами Сурхай хана II Казикумухского и Ших-Али-хана, чьи отряды состояли из Хомутаевских Казыкумыков, Ахтипарынцев, Лезгинов, и других наемников Ших-Али-Хана из Горских народов. В ходе этого сражения дагестанцы нанесли поражение генералу Булгакову, истребили его батальон, где погиб подполковник Бакунин, пять офицеров и 240 солдат. 10 мая 1796 года была взята крепость Дербент, несмотря на упорное сопротивление. В июне был без боя занят Баку. Командовавший войсками генерал-поручик граф Валериан Зубов был назначен вместо Гудовича главным начальником Кавказского края; но деятельности его там скоро положен был конец смертью императрицы Екатерины. Павел I приказал Зубову приостановить военные действия. Командиром Кавказского корпуса был вновь назначен Гудович. Русские войска были выведены из Закавказья, кроме двух батальонов, оставленных в Тифлисе.

### Присоединение Грузии (1800—1804)

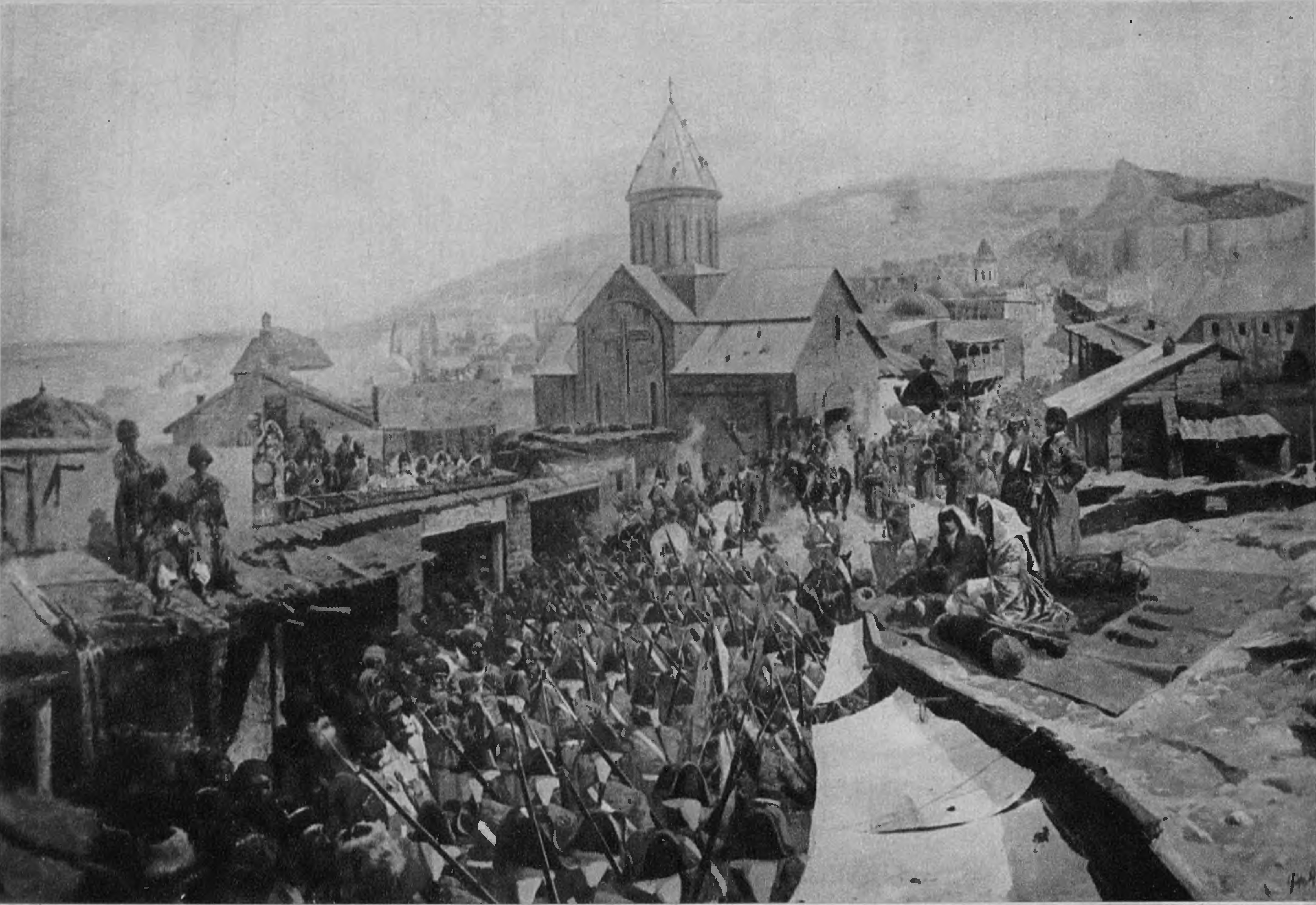
Рубо Ф. А. Русские войска входят в Тифлис.

В 1798 году на престол Картли-Кахети вступил Георгий XII. Он просил императора Павла I принять Картли-Кахети под своё покровительство и оказать ей вооружённую помощь.
В 1800 году в Грузию вторгся Умма-хан Аварский. 7 ноября на берегах реки Иори он был разбит генералом Лазаревым.
18 января 1801 года в Петербурге подписан манифест о присоединении Грузии к России, подтверждённый 12 сентября манифестом нового императора Александра I. Царь Давид XII, сын умершего 28 декабря 1800 года Георгия XII, был отстранён от власти. Главнокомандующим русских войск в Грузии был назначен генерал Кнорринг, а гражданским правителем Грузии — П. И. Коваленский.
В конце 1802 года Кнорринг и Коваленский были отозваны, и главнокомандующим на Кавказе назначен генерал-лейтенант князь Павел Дмитриевич Цицианов. Он выслал в Россию членов бывшего грузинского царского дома, считая их виновниками смуты. Жители Джаро-Белоканской области, не прекращавшие своих набегов, были разгромлены отрядом генерала Гулякова, а область присоединена к Грузии. Однако уже через год Гуляков был разбит горцами у села Джар. Был уничтожен целый батальон, а сам генерал убит. В том сражении на поддержку восставших джарских дагестанцев, несмотря на заморозки перейдя Кавказский хребет, пришёл Сурхай-хан Казикумухский со своим войском в 6 тысяч человек и Алисканд аварский с войском в 3 тыс. чел..
Владетель Абхазии Келешбей Чачба-Шервашидзе совершил военный поход против князя Мегрелии Григола Дадиани. Сын Григола Леван взят Келешбеем в аманаты.
В 1803 году в состав Российской империи вошла Мегрелия.
В 1803 году Цицианов организовал грузинское ополчение из 4500 добровольцев, присоединившееся к русской армии. В январе 1804 года штурмом взял крепость Гянджу, подчинив Гянджинское ханство, за что был произведён в генералы от инфантерии.
В 1804 году в состав Российской империи вошли Имеретия и Гурия.

### Русско-персидская война

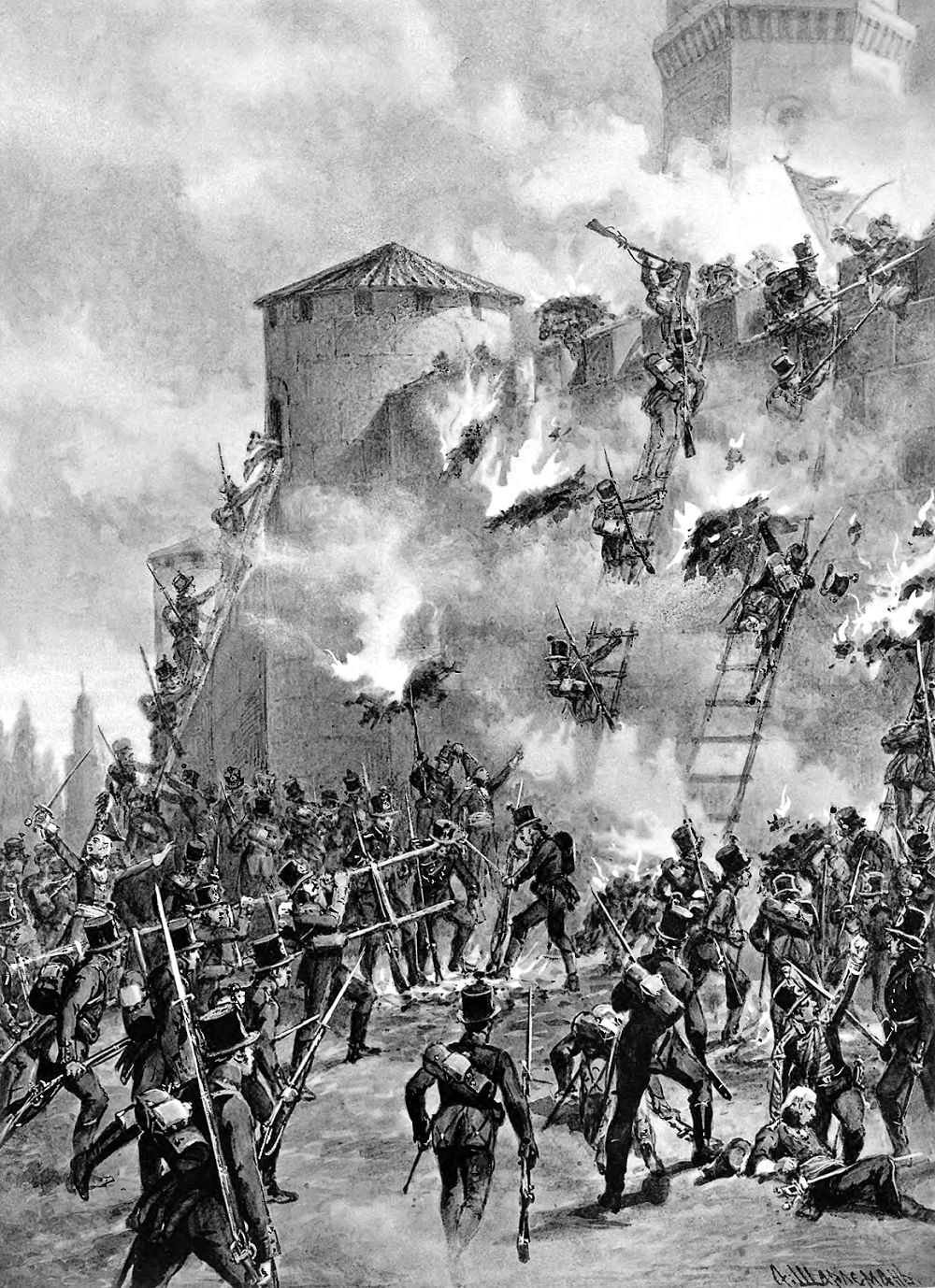
Шарлемань А. И. Штурм Гянджи русскими войсками, 1804 год.

10 июня 1804 года персидский шах Фетх-Али (Баба-хан) (1797—1834), вступивший в союз с Великобританией, объявил войну России. Попытка Фетх Али-шаха вторгнуться в Грузию окончилась совершённым поражением его войск около Эчмиадзина в июне.
В том же году Цицианов подчинил также Ширванское ханство. В 1805 году — Карабахское и Шекинское, Джехан-Гир-хан шагахский и Будаг-султан шурагельский. Фетх Али-шах снова открыл наступательные действия, но при вести о приближении Цицианова бежал за Аракс.
8 февраля 1806 года князь Цицианов, подошедший с отрядом к Баку, во время церемонии мирной сдачи города был убит слугами хана. На его место вновь был назначен Гудович, знакомый с положением дел на Кавказской линии, но не в Закавказье. Недавно покорившиеся владетели разных азербайджанских областей опять стали явно неприязненны к русской администрации. Действия против них были успешны. Были взяты Дербент, Баку, Нуха. Но положение дел усложнялось вторжениями персов и последовавшим в 1806 году разрывом с Турцией.
Война с Наполеоном оттянула все силы к западным границам империи, и кавказские войска оставались без укомплектования.
В 1808 году в результате заговора и вооружённого нападения был убит владетель Абхазии Келешбей Чачба-Шервашидзе. Правительница Мегрелии Нино Дадиани, действуя в пользу своего зятя Сафарбея Чачба-Шервашидзе, распространяет слух о причастности к убийству владетеля Абхазии старшего сына Келешбея — протурецки настроенного Асланбея Чачба-Шервашидзе. Эта непроверенная информация была подхвачена генералом И. И. Рыкгофом, а затем и в целом всей российской стороной, став основным мотивом поддержки Сафарбея Чачба в борьбе за абхазский престол. С этого момента и начинается борьба между двумя братьями, Сафарбеем и Асланбеем.
В 1809 году главнокомандующим назначен генерал А. П. Тормасов. При новом главнокомандующем потребовалось вмешательство во внутренние дела Абхазии, где из рассорившихся между собой членов владетельного дома одни обращались за помощью к России, а другие — к Турции. Были взяты крепости Поти и Сухум. Пришлось усмирять и восстания в Имеретии и в Осетии. Также стоит отметить, что 1809 год оказался наиболее трудным в ходе русско-иранской на Кавказе. В январе того же года Шейх-Али-хан с помощью 5-тысячного акушинского войска завладел Кубинским ханством, на 20 дней осадив русский батальон в Кубе. Но генерал-майору Гурьеву с русским войском и бакинским ополчением с трудом удалось вызволить Кубу и отогнать Шейх-Али-хана. В последующие годы Шейх-Али поселился в Акуше, где склонял на свою сторону акушинцев, с 1810 года совместно с акушинцами и Сурхаем Кунбуттой, совершал нападения на Кубинскую провинцию, им удалось оккупировать территорию Кубинского ханства на 4 месяца. Но генерал Хатунцев в 1811 году с двумя батальонами пехоты и конным полком у селения Рустов разбил войска Шейх-Али-хана. Бой длился 4 часа, Шейх-Али-хан оставив на поле боя до тысячи убитых и 30 знамён, отступил. В этом сражении погиб и акушинский кадий Абу-Бекр.
В 1813 году был заключён мирный договор, по которому Персия отказалась от притязаний на Дагестан, Грузию, Имеретию, Абхазия, Мегрелию и признала права России на все завоёванные и добровольно подчинившиеся ей области и ханства (Карабахское, Гянджинское, Шекинское, Ширванское, Дербентское, Кубинское, Бакинское и Талышинское).

### Политика предшественников Ермолова

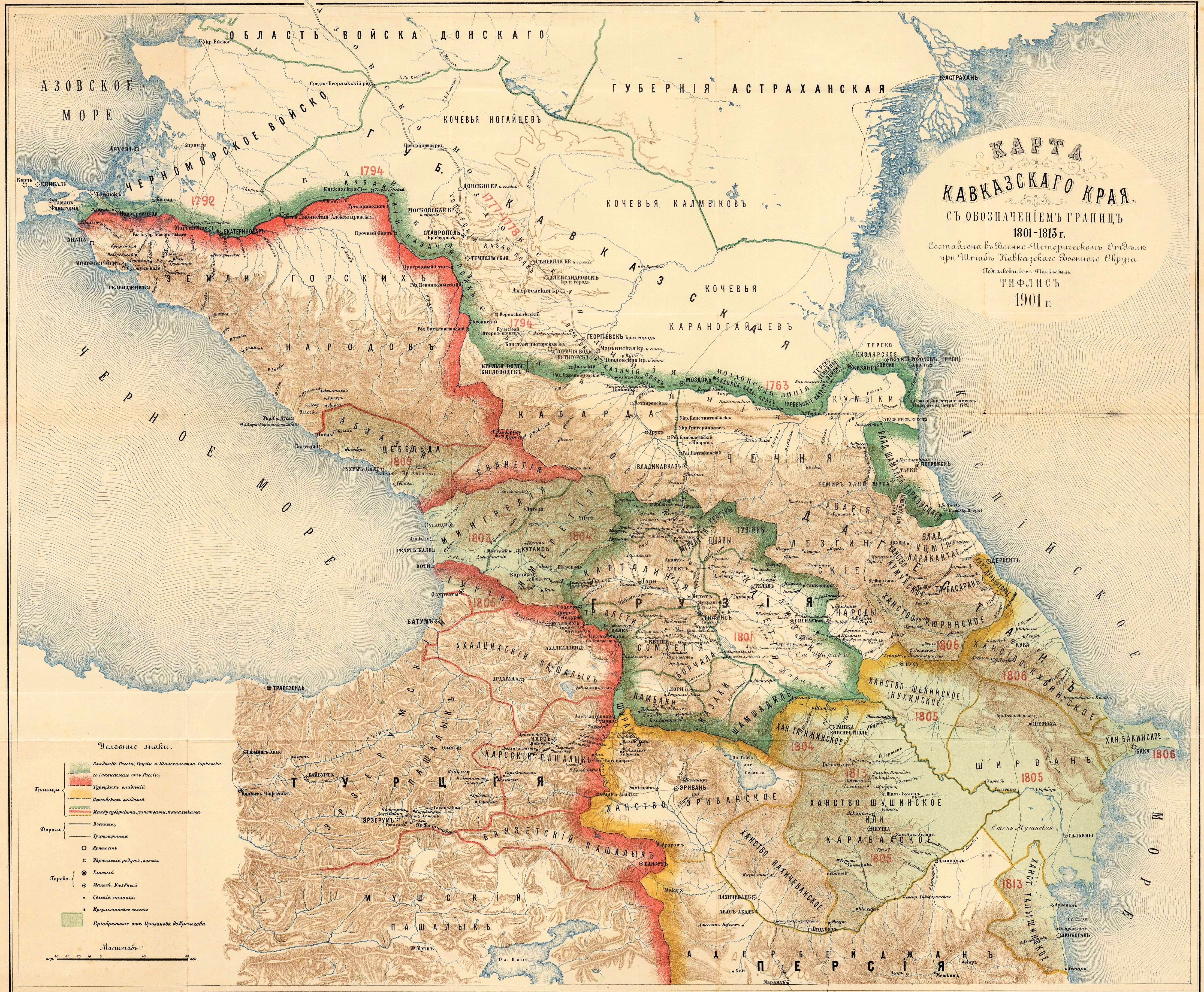
Карта Кавказского края (1801—1813). Составлена в военно историческом отделе при штабе Кавказского военного округа подполковником В. И. Томкеевым. Тифлис, 1901 год.

На Северном Кавказе Гудович, а затем Тормасов и Н. Ф. Ртищев, пытались проводить мягкую политику по отношению к горцам. С чеченцами, к примеру, отношения налаживались политико-экономическими методами. В Науре и Лашурине были открыты пункты меновой торговли, что способствовало урегулированию. Дельпоццо писал, что горцы
«гораздо более имеют желание привозить свои продукты в наши границы и продавать оные по сходным ценам сами… Кроме того, от чеченцев и горцев вообще приходит множество мастеровых людей, которые проживают в наших границах в городах и селениях по целому лету, даже круглый год, как то серебряки, слесаря, кузнецы, седельники и прочие… Кроме того, приходит множество работников для жатвы, сенокосов, молотьбы, обрабатывания винограда и прочих черных работ…»
Другим направлением кавказской политики в период командования Гудовича и в ещё большей степени при Тормасове было переселения чеченцев к Тереку и на Кумыкскую плоскость. Уже со второй половины XVIII века русские наместники стремились переселить как можно больше чеченцев в Притеречье. В начале же XIX века командование посчитало целесообразным переселение чеченцев на земли кумыкских князей, в особенности аксайских. Местные кумыкские князья были противниками данной политики, так как переселявшиеся в XVII—XVIII века чеченцы уже составляли внушительную военно-политическую силу, а также стали поддержкой кумыкского населения в их антифеодальной и антиколониальной борьбе. В 1811 Тормасов писал:
... Употребить возможные меры к склонению Аксаевский и Брагунских владельцев на отдачу тех земель, самовластно ими занятых, чеченцам... Поручаю вам доставить удовлетворение в просьбе их той, чтобы дать им под поселение пустопорожнюю землю от Сунжи до Аксая...”
Данная политика вызывала критические отзывы, однако Тормасов отвечал, к примеру Мусину-Пушкину, что касательно чеченцев «главное попечение должно быть, чтобы их усмирить, приучить к торговому обращению и вызвать из гор для поселения на плоскость». Тормасов также запретил своим войскам и казакам переходить через кордон, даже в случае нападений чеченцев, зная, что кордонные командиры допускают зачастую перегибы в операциях против горцев, провоцируя тем самым новые витки напряжения.
Помимо торговли и переселения, продолжалась и политика подкупа влиятельных чеченских лидеров и представителей духовенства, на каждого, в зависимости от влияния в обществе, выделялось «от 150 до 250» рублей. В результате были восстановлены отношения сначала с Качкалыком, а затем с другими обществами. Особое внимание уделялось наиболее авторитетному Бейбулату Таймиеву, которому были обещаны за прекращение борьбы возвращение офицерского звания и восстановление жалования. Таймиев посещал Тормасова в Тифлисе с положительным для сторон результатом.
В октябре 1811 года делегация чеченских старейшин обратилась «с просьбою о прощении им всех прежних их поступков и о принятии под защиту и подданство Е. И.В… Все сии старшины учинили на верность подданства присягу и обязались по оной не допускать никого чрез земли свои в границы Российские для воровства и других злоупотреблений…». Старшины просили разрешение направиться делегацию в столицу России, а также свободный торг в Науре, в ответ получив подарки от Ртищева.
А. П. Ермолов в своих «Записках» писал:
“В 1812 г. генерал Ртищев, переходя с Кавказской линии к командованию Грузией, возмечтал приобрести спокойствие и покорность чеченцев подарками и деньгами. Вызваны были в Моздок главнейшие из старшин и многие другие, по мнению его, важные люди, им не мало дано было денег...”
После данного съезда старейшин в Моздоке, для активизации торговли и подкупа чеченской верхушки была доставлена партия медных денег, до этого использование российских денег в Чечне было запрещено. Ртищев, как и Тормасов, строжайше «запретил начальникам кордонов и казакам переходить с военной целью границу…»
В отношении закубанских черкесов проводилась более жёсткая линия. В начале 1810 года генерал Булгаков предпринял поход за Кубань. Управлявший в то время на Кавказе генерал Тормасов не давал своего согласия на этот поход, считая лучшим действовать на горцев убеждением. Но Булгаков получил поддержку от Аракчеева и двинулся за Кубань. Русские штурмом брали все завалы и укреплённые места, уничтожив более двух сот селений, проникая в места, считавшиеся горцами недоступными, но несмотря на всё это результаты похода были ничтожны.
По удалении русских войск горцы опять принялись за набеги и нападали на станицы Приближную и Прохладную. В этих набегах участвовали и кабардинцы, среди которых восстание не сделалось всеобщим только благодаря тому, что Булгаков быстро двинул войска в Кабарду, занял всю кабардинскую равнину и 9 сентября 1810 года привёл кабардинцев торжественно к присяге. Однако значительное число кабардинцев собралось за Малкой, на равнине против Прохладной. Булгаков выехал к ним с уговорами; ему дерзко возражал их главный старшина, князь Измаил-бек Атажуков. Тогда Булгаков приказал арестовать его вместе с другими.

### Волнения в Грузии и Абхазии
Летом 1811 года вместо Александра Тормасова главнокомандующим и главноуправляющим в Грузию был назначен Ф. О. Паулуччи. Филиппу Паулуччи пришлось одновременно вести войну против турок (со стороны Карса) и против персиян (в Карабахе) и бороться с восстаниями. Кроме того, во время начальствования Паулуччи в адрес Александра I поступали заявления епископа горийского и викария грузинского Досифея, лидера азнаурской грузинской феодальной группировки, ставившего вопрос о незаконности предоставления князьям Эристави феодальных владений в Южной Осетии; азнаурская группировка всё ещё надеялась, что, вытеснив представителей Эристави из Южной Осетии, она поделит между собой освободившиеся владения.
16 февраля 1812 года Главнокомандующим в Грузии и Главноуправляющим по гражданской части был назначен генерал Николай Ртищев. Он столкнулся в Грузии с вопросом о политическом положении Южной Осетии как с одним из самых острых. Сложность заключалась не только в непримиримой борьбе Осетии с грузинскими тавадами, но и в противоборстве за овладение Южной Осетией между двумя грузинскими феодальными партиями.
Осенью 1812 года вспыхнуло новое восстание в Кахетии во главе с беглым грузинским царевичем Александром. Оно было подавлено. В этом восстании приняли деятельное участие хевсуры и ингуши. Ртищев решился наказать эти племена и в мае 1813 года предпринял карательную экспедицию в малоизвестную русским Хевсуретию. Войска генерал-майора Симановича, несмотря на упорную оборону горцев, достигли главного хевсурского селения Шатили в верховьях Аргуни, и разорили все лежавшие на их пути селения. Этот поход не был одобрен императором. Александр I повелел Ртищеву стараться водворять спокойствие на Кавказской линии дружелюбием и снисходительностью.
В 1813 году в Абхазии вспыхнуло восстание во главе с Асланбеем Чачба-Шервашидзе против власти своего младшего брата Сафарбея Чачба-Шервашидзе. Русский батальон и ополченцы владетеля Мегрелии Левана Дадиани спасли тогда жизнь и власть владетеля Абхазии Сафарбея Чачба.
В 1814 году Александр I поручил князю А. Н. Голицыну, обер-прокурору Святейшего Синода, «лично объясниться» по Южной Осетии, в частности, по поводу феодальных прав в ней грузинских князей, с находившимися в то время в Петербурге генералами Тормасовым и Паулуччи — бывшими командующими на Кавказе.
После доклада А. Н. Голицына и консультации с главнокомандующим на Кавказе генералом Ртищевым, на имя последнего 31 августа 1814 года Александр I направил в Тифлис рескрипт по поводу Южной Осетии. В нём Александр I предписывал главнокомандующему лишить грузинских феодалов Эристави владельческих прав в Южной Осетии, а имения и населённые пункты, кои ранее были им пожалованы монархом, передать в государственную собственность. Одновременно князьям назначалось вознаграждение. Это решение было воспринято грузинской тавадской верхушкой крайне отрицательно. Осетины же встретили его с удовлетворением.
Однако исполнение указа тормозилось главнокомандующим на Кавказе генералом от инфантерии Николаем Ртищевым. В то же время князья Эристовы провоцировали антироссийские выступления в Южной Осетии. В 1816 году при участии А. А. Аракчеева Комитет министров Российской империи приостановил изъятие в казну владений князей Эристави, а в феврале 1817 года указ был дезавуирован.
И. П. Петрушевский считал, что «экспансия царизма в Закавказье в первой трети XIX в. проходила под знаком борьбы с Турцией и Персией за обладание Закавказьем. Эта борьба казалась для царизма тем серьезнее, что задачи России с самого начала не ограничивались овладением одного Закавказья. Закавказье с самого начала нужно было России, как плацдарм для дальнейшего колониального расширения».

## Ермоловский период (1816—1827)

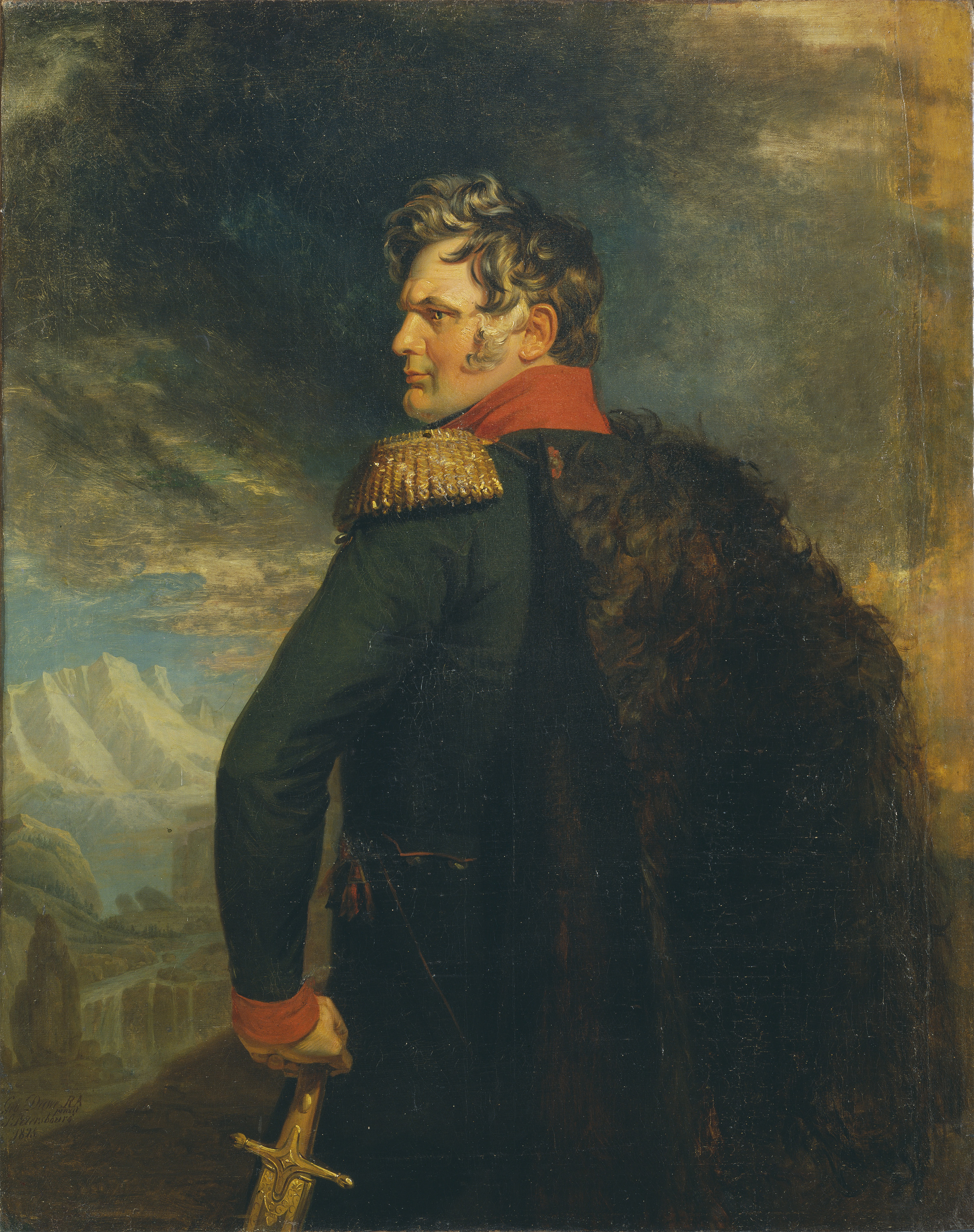
Доу Д. Портрет генерала Ермолова

Летом 1816 года командиром Отдельного Грузинского корпуса, управляющим по гражданской части на Кавказе и в Астраханской губернии был назначен генерал-лейтенант Алексей Ермолов, завоевавший авторитет военачальника в войнах с Наполеоном. Кроме того, он был назначен чрезвычайным послом в Персии.
В 1816 году Ермолов прибыл в Кавказскую губернию. В 1817 году он на полгода ездил в Персию ко двору шаха Фетх-Али и заключил русско-персидский договор.
На Кавказской линии положение дел было следующим: правому флангу линии угрожали закубанские черкесы, центру — кабардинцы (черкесы Кабарды), а против левого фланга за рекой Сунжей жили чеченцы, пользовавшиеся высокой репутацией и авторитетом среди горских племён. При этом черкесы были ослаблены внутренними раздорами, кабардинцев косила чума — опасность угрожала в первую очередь от чеченцев.

«Теперь скажу о народах, против Кавказской линии обитающих.
От вершин Кубани по левому берегу живут подвластные Оттоманской Порте народы под общим названием закубанцев, известные, воинственные, редко спокойные.
Против центра линии лежит Кабарда, некогда многолюдная, коей жители, почитаемые храбрейшими между горцами, нередко по многолюдству своему отчаянно противостояли русским в кровопролитных сражениях.
…Моровая язва была союзницею нашею против кабардинцев; ибо, уничтожив совершенно всё население Малой Кабарды и производя опустошение в Большой, до того их ослабила, что они не могли уже как прежде собираться в больших силах, но делали набеги малыми партиями; иначе и войска наши, на большом пространстве частьми слабыми рассеянные, могли бы подвергаться опасности. Весьма многие предприняты в Кабарду экспедиции, иногда заставляли их возвращать или платить за сделанные похищения.
…Ниже по течению Терека живут чеченцы, самые злейшие из разбойников, нападающие на линию. Общество их весьма малолюдно, но чрезвычайно умножилось в последние несколько лет, ибо принимались дружественно злодеи всех прочих народов, оставляющие землю свою по каким-либо преступлениям. Здесь находили они сообщников, тотчас готовых или отмщевать за них, или участвовать в разбоях, а они служили им верными проводниками в землях, им самим не знакомых. Чечню можно справедливо назвать гнездом всех разбойников…»— из записок А. П. Ермолова во время управления Грузией 
Ознакомившись с обстановкой на Кавказской линии, Ермолов наметил план действий, которого затем придерживался неуклонно. В числе составляющих плана Ермолова были прорубание просек в непроходимых лесах, постройка дорог и возведение укреплений. Кроме того он считал что нельзя оставлять безнаказанным ни одно нападение горцев.

«Кавказ, — говорил Ермолов, — это огромная крепость, защищаемая полумиллионным гарнизоном. Надо или штурмовать её, или овладеть траншеями. Штурм будет стоить дорого. Так поведём же осаду!»

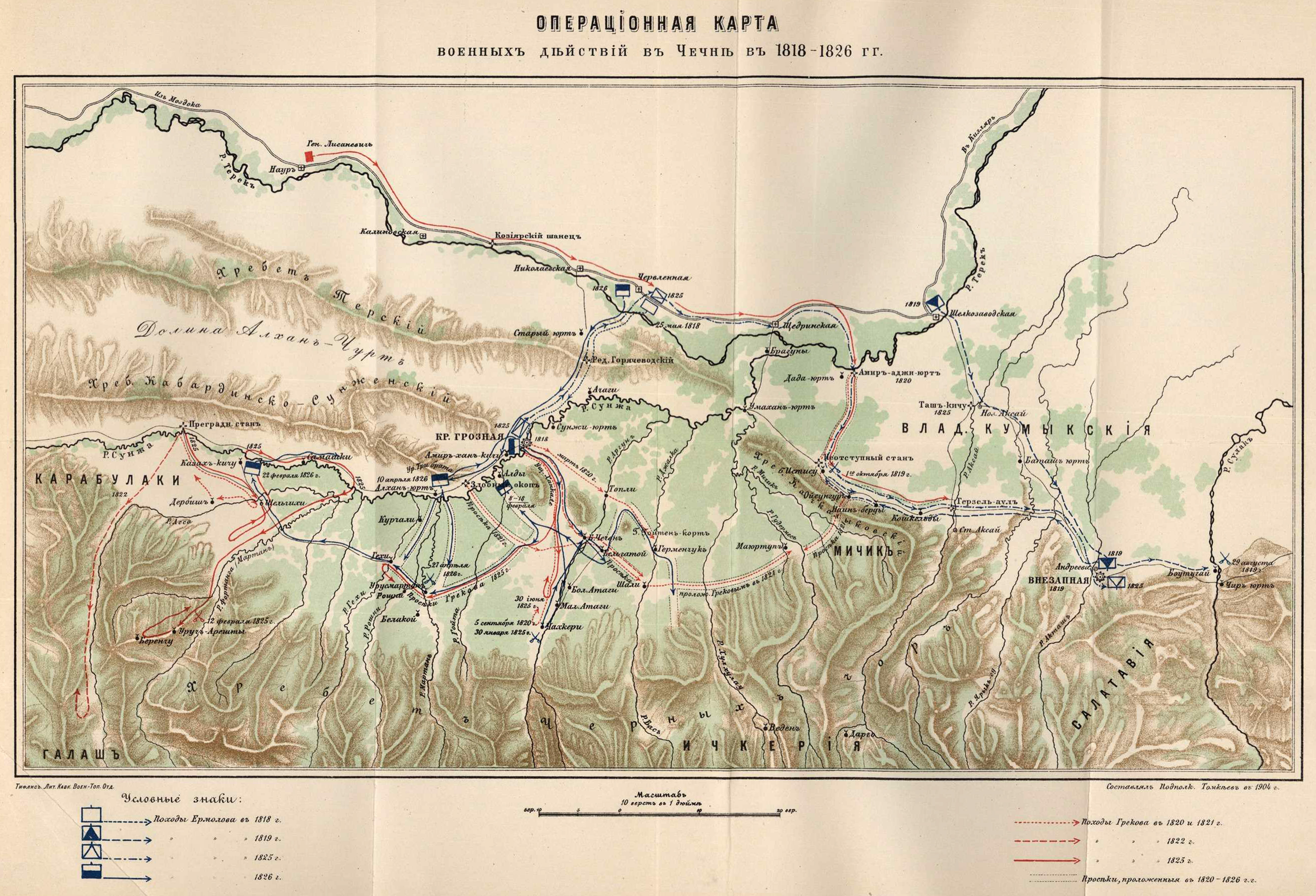
Оперативная карта действий Ермолова

Ермолов перенёс левый фланг Кавказской линии с Терека на Сунжу, где он усилил Назрановский редут и заложил в октябре 1817 года укрепление Преградный Стан в её среднем течении. Это событие явилось хронологической точкой начала Кавказской войны. В 1818 году в низовьях Сунжи была заложена крепость Грозная. В 1819 году была построена крепость Внезапная. Попытка нападения на неё, предпринятая аварским ханом, кончилась полной неудачей.
Помимо этого, в антиколониальную борьбу в Дагестане и Чечне активно включились жители Кумыкии. Для их усмирения А. Ермолов начиная с 1818 г. почти ежегодно совершал карательные экспедиции по кумыкским селам, начиная с Эндери и до Башлы.
Ермолов после упорного боя взял и сжег столицу Мехтулинского ханства — кумыкский аул Дженгутай, а мехтулинский хан Гасан-хан был изгнан. Ликвидировано было и другое кумыкское княжество — Бамматулинское, чей владетель Гирей-бек был лишен власти.
В конце октября 1818 генерал Пестель с отрядом в 2000 человек вошёл в кумыкское селение Башлы. По требованию Пестеля ему были выданы аманаты из числа детей самых лучших фамилий села. 23 октября вблизи Башлы появились отряды вооружённых горцев, численность которых по некоторым данным царских офицеров достигала 20 000 бойцов. Это было ополчение кумыков, акушинцев и союзников, которые пришли на подмогу жителям села Башлы. Четыре дня прошли в непрерывных боях. Отряд Пестеля был разгромлен, он был вынужден отступить к Дербенту. 17 аманатов из числа башлынцев были повешены, 12 из них, малолетние, помилованы.
В декабре 1819 года Ермолов совершил поход к аулу Акуша. После недолгого сражения ополчение акушинцев было разбито, а население вольного акушинского общества было приведено к присяге на верность Российскому императору.
В то же время Сурхай-хан Казикумухский в очередной раз нарушив клятву изменил России и собрав отряд напал на Чирагский гарнизон который почти полностью истребил, но был вынужден отступить. Ермолов принял решение захватить Казикумухское ханство, наказать Сурхая и усмирить лакцев.
Прокламация ген. Ермолова к жителям Кубинским, Дербентским и Бакинским от 19-го января 1820 года.— Дербент.
Объявляется

Сурхай-хан Казикумухский, скрывая изменнические и злодейские свои намерения, доселе одними лживыми внушениями возмущал против Российского великого Государя народы Дагестанские; наконец, нарушив данную на верность и подданство присягу, собрав шайку разбойников, напал в Чираге на войска наши и в то же время отправил сына своего против нас в помощь Акушинцам.
Царские войска совместо с милицией по поручению Ермолова, руководимые Мадатовым шли в Лакию. Сурхай Кунбуттай собрав поголовное лакское ополчение укрепился у селения Хосрех. Так же подошли горцы из союзных соседних вольных обществ. Перед вторжением в Лакию, Ермолов, просил соседних с лакцами даргинцев оставаться спокойными, не верить разглашениям изменников и воздержать от соединения с Сурхаем. В июне 1820 года около аула Хосрех произошло ожесточное сражение, горцы в начале битвы несколько раз опрокидывали царские войска, причем закавказская милиция начала разбегаться, однако под конец битвы горцы обстреливаемые царской артилерией начали спешно покидать поле битвы и направляться в сторону Сюрга неся чудовищные потери. Горцы потеряли более 1000 человек убитыми и 600 пленными.
«Улицы Хозрека и окрестные поля были усеяны убитыми и ранеными, оружием и пожитками разбитого неприятеля, коего потеря состояла из 1200 человек убитыми и ранеными и 603 человек пленными. В числе убитых находился племянник Али-скендера Аварского; ибо, как узнано впоследствии, Аварцы и Сургинцы давали вспомогательное войско Сурхай Хану».
Потерпев чудовищное поражение Сурхай-хан ушёл в Аварию а оттудда в Персию, просить шаха поддержки для продолжения борьбы с Россией. Новым ханом Казикумуха стал его враг и племмяник Аслан-хан.
«Ещё, наказуя противника, надлежало вам, храбрые воины, вознести знамёна наши на вершины Кавказа и войти с победою в ханство казикумыков. Сильный мужеством вашим, дал я вам это приказание, и вы неприятеля, в числе превосходящего, в местах и окопах упорно защищавшегося, ужасным поражением наказали. Бежит коварный Сурхай-хан, и владения его вступили в подданство великого нашего Государя. Нет более противящихся нам народов в Дагестане…» Ермолов.
Донесение Ермолова Императору России.

«Довершено начатое в прошлом году покорение Дагестана, и страна сия, гордая, воинственная, и в первый раз покорствующая, пала к священным стопам Вашего Императорского Величества». Изгнанный из своих владений, Сурхай бежал в Согратль…" Ермолов.
В Дагестане усмирены были горцы, угрожавшие присоединённому к империи Тарковскому шамхальству.

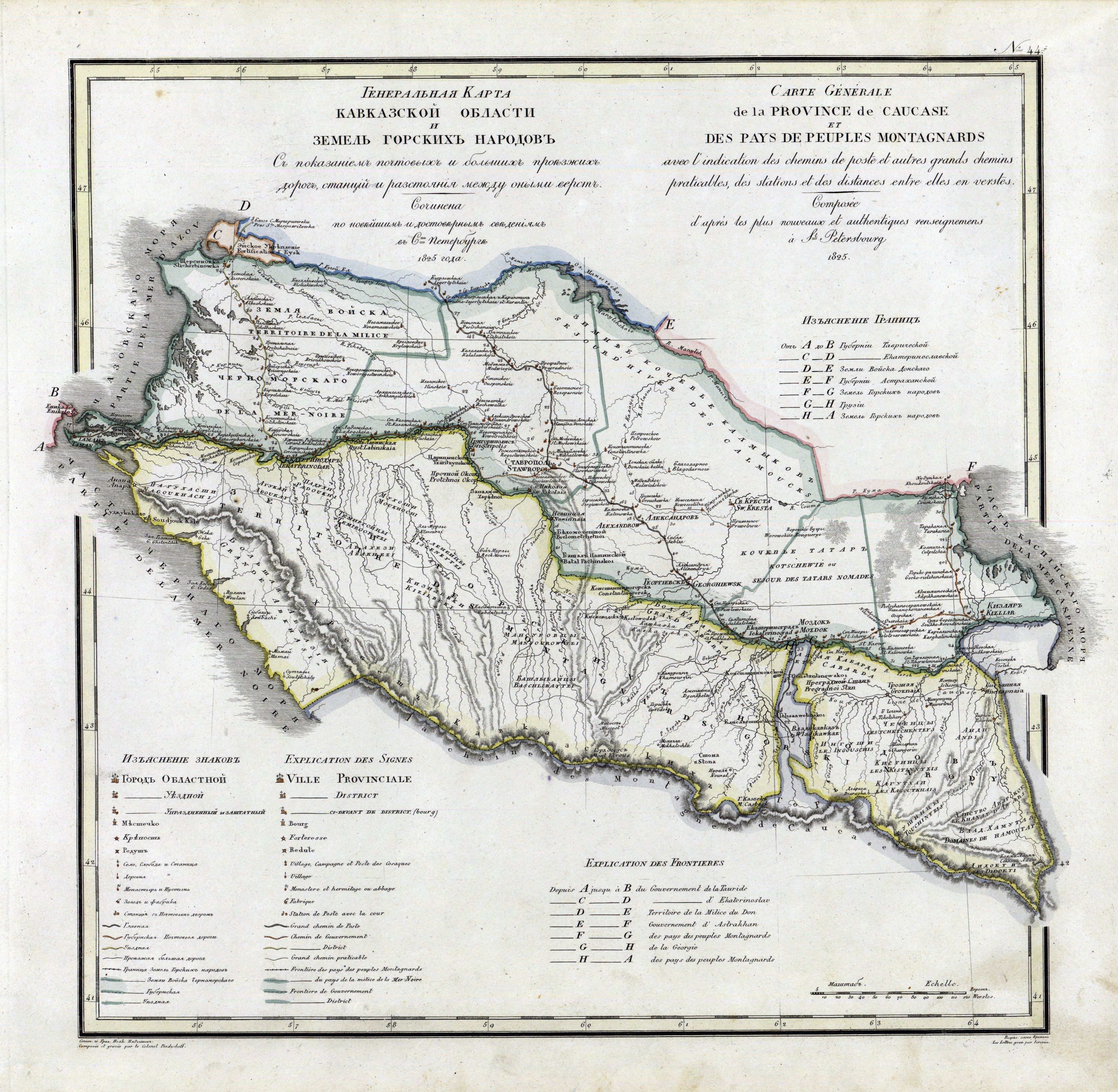
Карта Кавказа. 1825 год.

В 1820 году Черноморское казачье войско (до 40 тыс. человек) было причислено к составу Отдельного Грузинского корпуса, переименованного в Отдельный Кавказский корпус и усиленного.
В 1821 году в Тарковском шамхальстве недалеко от побережья Каспийского моря была построена крепость Бурная. Причём при строительстве были разбиты войска аварского хана Ахмета, пытавшегося помешать работам. Владения дагестанских князей, потерпевших ряд поражений в 1819—1821 годах, были либо переданы вассалам России и подчинены русским комендантам, либо ликвидированы.
В 1823 году в Шамхальстве вспыхнуло восстание под руководством Умалат-бека Буйнакского.
На правом фланге линии закубанские черкесы с помощью турок стали сильнее тревожить границу. Их армия вторглась в октябре 1821 года в земли Черноморского войска, но была разбита генералом Власовым в Калаусском сражении.
В Абхазии генерал-майор князь Горчаков разбил повстанцев около мыса Кодор и ввёл во владение страной князя Дмитрия Шервашидзе.
Для полного усмирения Кабарды в 1822 году был устроен ряд укреплений у подошвы гор от Владикавказа до верховьев Кубани. В том числе была основана крепость Нальчик (1818 или 1822 год).
В 1823—1824 годах был проведён ряд карательных экспедиций против закубанских черкесов.
В 1824 году вынуждены были покориться причерноморские абхазы, восставшие против преемника Дмитрия Шервашидзе князя Михаила Шервашидзе.
В 1825 году в Чечне началось восстание. 8 июля горцы овладели постом Амираджиюрт и пытались взять укрепление Герзель. 15 июля его выручил генерал-лейтенант Лисаневич. 18 июля в Герзель-ауле были собраны 318 старейшин кумыков-аксаевцев и чеченцев. Во время выговора им Лисаневич и генерал Греков были убиты кумыкским (по другой версии, чеченским) муллой Учаром-Хаджи. В ответ на убийство Грекова и смертельное ранение Лисаневича войска перебили всех кумыкских старейшин, приглашённых на беседу.
В 1826 году была прорублена просека в дремучем лесу до аула Герменчук, служившего одной из главных баз чеченцев.
Прибрежья Кубани стали опять подвергаться набегам крупных партий шапсугов и абадзехов. Заволновались кабардинцы. В 1826 году был совершён ряд походов в Чечню, с вырубкой леса, прокладкой просек и усмирением свободных от русских войск аулов. Этим закончилась деятельность Ермолова, в 1827 году отозванного Николаем I и отправленного в отставку в связи с подозрением в связях с декабристами.
11 января 1827 года в Ставрополе делегацией балкарских князей генералу Георгию Эммануэлю было подано прошение о принятии Балкарии в подданство России.
29 марта 1827 года Николай I назначил главнокомандующим Кавказским корпусом генерал-адъютанта Ивана Паскевича. На первых порах он был в основном занят войнами с Персией и Турцией. Успехи в этих войнах способствовали поддержанию наружного спокойствия.
20 октября (1 ноября) 1828 года у горы Хасаука вблизи аула Карт-Джурт в семь утра завязался бой, который продолжался на протяжении 12 часов и завершился в семь часов вечера. После Хасаукинского сражения, Карачай оказался под протекторатом царской России[6]. Административно входил в Баталпашинский отдел Кубанской области. В петербургской газете «Северная пчела» 22 ноября (4 декабря) 1828 года было написано о данном сражении:
Блистательный успех пролагает путь к успокоению всего края Кавказского… Пример покорения сего народа, почитавшегося у всех горских жителей самым непобедимым, даст прочим подумать о возможности повторить с ними таковое же происшествие.
Параллельно с Кавказской войной Россия участвовала и в других военных конфликтах: русско-персидских (1804—1813, 1826—1828) и русско-турецкой (1828—1829) войнах.

## Возникновение мюридизма в Дагестане

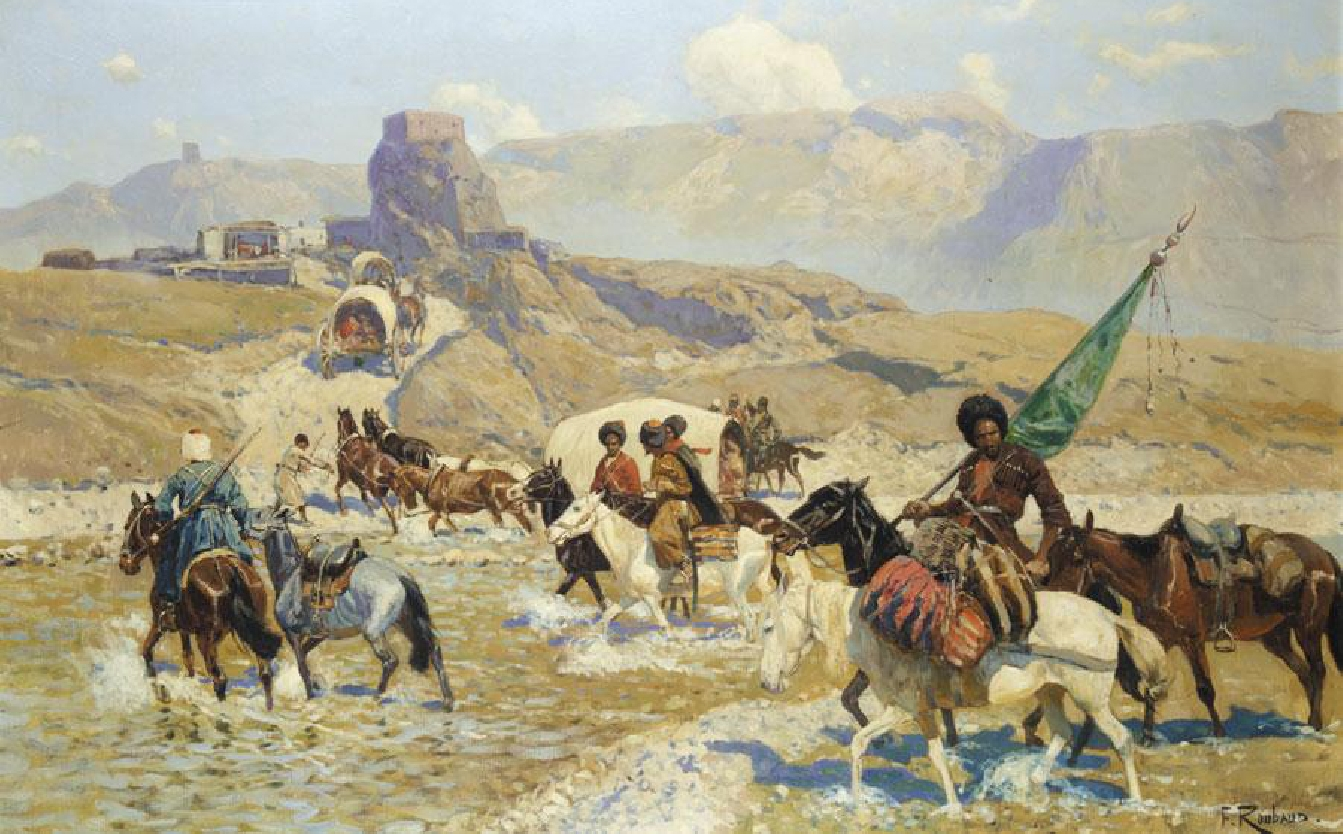
Ф. А. Рубо. Горцы пересекающие реку

В 1823 году бухарец Хасс-Мухаммад принёс персидское суфийское учение на Кавказ, в село Яраг (Ярыглар), Кюринского ханства и обратил в суфизм Магомеда Ярагского. Тот в свою очередь начал проповедовать новое учение в своём ауле. Красноречие привлекало к нему учеников и поклонников. Даже некоторые муллы стали приходить в Яраг, чтобы услышать новые для них откровения. Через некоторое время Магомед стал направлять в другие аулы своих последователей — мюридов с деревянными шашками в руках и заветом гробового молчания. В стране, где семилетний ребёнок не выходил из дома без кинжала на поясе, где пахарь работал с винтовкой за плечами, вдруг появились в одиночку безоружные люди, которые, встречаясь с прохожими, ударяли по земле три раза деревянными шашками и с безумной торжественностью восклицали: «Мусульмане — газават! Газават!» Мюридам дано было только одно это слово, на все остальные вопросы они отвечали молчанием. Впечатление было чрезвычайное; их принимали за святых, охраняемых роком.
Ермолов, который посетил в 1824 году Дагестан, из разговоров с араканским кадием узнал о зарождающемся движении и приказал Аслан-хану Кази-кумухскому прекратить волнения, возбуждённые последователями нового учения, но, отвлечённый другими делами, не мог следить за исполнением этого приказания, вследствие чего Магомед и его мюриды продолжали разжигать умы горцев и возвещать близость газавата, священной войны против неверных.
В 1824 году, Авко Унгаев, поддержанный муллами (в частности Магомедом Майртупским, который в мае 1821 году был объявлен в Майртупской мечети духовным вождем Чечни) и Бейбулатом Таймиевым, который на тот момент являлся светским вождём чеченцев, Авко провозгласил себя имамом Чечни и принял участие в крупном восстании чеченцев 1825 года, а через год имамом провозгласил себя также дагестанский алим и накшбандийский шейх Мухаммад ал-Кудукли, который и был «официально» объявлен имамом. Мухаммад ал-Кудукли взял на себя идейное руководство восстанием чеченцев и ингушей в 1824—1826 годы, в котором приняли также участие аварцы и лезгины. По другой версии Авко был избран временным имамом в 1824 году, а 24 мая 1825 года на общечеченском съезде в селе Майртуп имамом Чечни был избран Магома (Магомет) Кудуклинский (из Дагестана), сподвижник Магомета Ярагского. И по третей версии, имамом был избран мулла Магомед Майртупский и было это в конце 1825 года. 

В 1828 году Магомет Ярагский на собрании своих последователей объявил, что его любимый ученик Кази-Мулла поднимет знамя газавата против неверных и тут же провозгласил его имамом. Интересно что сам Магомед после этого прожил ещё 10 лет, но в политической жизни больше, по-видимому, не участвовал.
В 1828 году Таймиев разорвал отношения с Махомой Кудуклаем (а в его лице — с дагестанским духовенством), а весной 1830 года чеченские вожди Бейбулат, Ших-Абдулла, Ахверди-Магома, Астемир и другие, признали имама Дагестана — Гази-Мухаммада — имамом Чечни. Уже 4 мая Авко с отрядом в 400 человек отправился в Гимры для соединения с Имамом. 29 мая они потерпели поражение у крепости Бурная.

### Начало газавата
Кази-Мулла (Гази-Мухаммад) происходил из аула Гимры. В молодости он поступил в обучение к знаменитому араканскому богослову Сеиду-Эффенди. Однако впоследствии он встретился с последователями Магомеда Ярагского и перешёл в новое учение. Год прожил он у Магомеда в Ярагах, после чего тот и объявил его имамом.
Получив в 1828 году от Магомеда Ярагского титул имама и благословление на войну с неверными, Кази-Мулла вернулся в Гимры, однако не приступил сразу к военным действиям: мюридов (учеников, последователей) у нового учения было ещё мало.
В течение года Гимры и ещё несколько аулов приняли мюридизм. В других аулах он приобрёл поклонников и славу святого.
К концу 1829 года Кази-Мулле повиновались Койсубу, Гумбет, Андия, Чиркей, Салатавия и другие мелкие общества горного Дагестана. Однако сильное и влиятельное ханство — Авария, которая ещё в сентябре 1828 года присягнула на верность России, отказалось признавать его власть и принимать новое учение.
Сопротивление встретил Кази-Мулла среди мусульманского духовенства. И больше всего противился тарикату самый уважаемый мулла Дагестана — Саид из Аракана, у которого когда-то обучался сам Кази-Мулла. Поначалу имам пытался привлечь бывшего наставника на свою сторону, предложив ему звание верховного кадия, но тот отказался.
Дебир-хаджи, в то время ученик Кази-муллы, впоследствии наиб Шамиля, бежавший затем к русским, был свидетелем последнего разговора Саида и Кази-муллы.
Тогда Кази-Мулла встал в сильном волнении и шепнул мне «Сеид тот же гяур; — он стоит поперёк нашей дороги и его следовало бы убить как собаку.»

— Нельзя нарушать долг гостеприимства — сказал я: — лучше выждем; он может ещё одуматься. 
Потерпев неудачу с уже существующим духовенством, Кази-мулла решил создать новое духовенство из среды своих мюридов. Так были созданы «Шиха», которые должны были составить конкуренцию старым муллам.
В начале января 1830 года Кази-мулла со своими мюридами напал на Араканы, с целью расправиться со своим бывшим наставником. Араканцы, застигнутые врасплох, не могли сопротивляться. Под угрозой истребления аула Кази-мулла заставил всех жителей принести клятву жить по шариату. Однако Саида он не нашёл — тот в это время гостил у казикумыхского хана. Кази-мулла приказал уничтожить всё что нашлось в его доме, не исключая обширных сочинений, над которыми старик трудился всю свою жизнь.
Этот поступок вызвал осуждение даже в тех аулах, которые приняли мюридизм, но Кази-мулла схватил всех своих противников и отправил в Гимры, где их рассадили по вонючим ямам. Туда же скоро последовали некоторые кумыцкие князья. Ещё печальнее окончилась попытка восстания в Миатлахе: нагрянув туда со своими мюридами, Кази-Мулла сам в упор застрелил непослушного кадия. Из населения были взяты и увезены в Гимры заложники, которые головой должны бы отвечать за покорность своего народа. Это происходило уже не в «ничейных» аулах, а на территориях Мехтулинского ханства и Тарковского шамхальства.
Следующим Кази-Мулла попытался присоединить акушинское (даргинское) общество. Но акушинский кадий передал имаму, что даргинцы и так исполняют шариат, так что его появление в Акуше совершенно не нужно. Акушинский кадий был одновременно и правителем, поэтому Кази-Мулла не решился на войну с сильным акушинским обществом, а решил вначале покорить Аварию.
В это время генерал Паскевич готовил поход в Джаро-Белоканскую область, откуда совершались кровавые набеги на Грузию. Джарцы, узнав об этом, прислали послов к Кази-Мулле, просить о помощи.
Имам не мог отказать джарцам — ведь вся его пропаганда строилась на войне с неверными, и отказ мог подорвать идею мюридизма в самом начале. Но он не хотел ещё начинать войну против России, поэтому придумал свой план. В конце января он пригласил в Гимры представителей почти со всех концов Дагестана и обратился к ним с речью:
«Народ! Знайте, что пока земля наша попирается ногами русских, до тех пор не будет нам счастья; солнце будет жечь поля наши, не орошаемые небесною влагою, сами мы будем умирать как мухи, и когда предстанем на суд Всевышнего, что скажем ему в своё оправдание? Я послан от Бога спасти вас. Итак, во имя Его призываю вас на брань с неверными. Газават русским! Газават всем, кто забывает веру и святой шариат! Не жалейте ни себя, ни детей, ни имущества; мы не можем быть побеждены. С этой минуты мы начинаем священную войну и я буду вашим газием. Готовьтесь!»

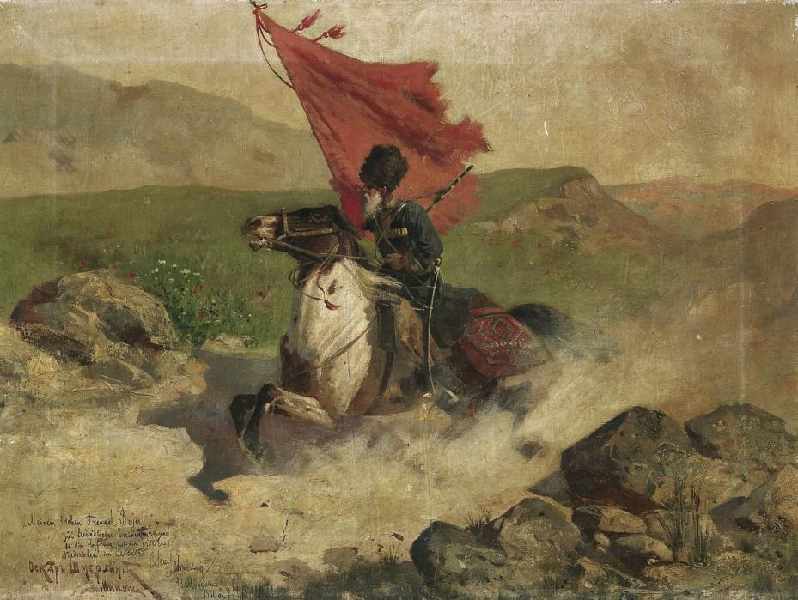
Шмерлинг О. И. Кавказский всадник, скачущий галопом.

Речь с быстротою молнии распространилась по Дагестану и вызвала ожидаемый эффект — к Кази-мулле потянулись новые добровольцы. В скором времени его войско увеличилось до 3 тыс. человек. В феврале Кази-Мулла во главе своей армии выступил в поход. Однако совершенно неожиданно он направился не против русских войск, а в Аварское ханство. Первые аварские деревни на его пути — Иргонай и Козатлы, оказали сопротивление, но были разбиты. Следующие аулы уже покорялись без боя; давали имаму воинов, так что его войско ещё больше увеличивалось. Вскоре армия мюридов подошла к столице ханства — Хунзаху, и осадила её. Из Хунзаха был направлен на переговоры с имамом Елхаджи-Гази-Магомет. Но Кази-Мулла не стал с ним разговаривать; велел проткнуть ему ноздри, продеть через них верёвку и в таком виде отправил обратно.
Существует сведение, что Елхаджи пострадал будто бы за то, что явившись в стан Кази-Муллы, пытался подкупить некоторых горских вождей. Но старики-хунзахцы, живые свидетели минувших событий, упорно отрицают сам факт подкупа, и говорят, что выдумка эта нужна была мюридам, чтобы оправдать жестокость имама. В действительности они видят в этом другую подкладку и утверждают, что увечье посла было вызвано желанием оскорбить хунзахцев, с целью заставить их драться, так как Кази-Мулла, вполне уверенный в своей победе, более всего опасался добровольной покорности хана, которая связала бы ему только руки. Не покорности, а истребления ханского дома добивался Кази-Мулла, стремившийся на его развалинах основать свою духовную власть, как это сделали впоследствии преемники его, Гамзат и Шамиль.
Но планам Кази-Муллы не суждено было сбыться: аварское ополчение, возглавляемое молодым Абу-Нуцал-Ханом, несмотря на неравенство сил, сделало вылазку и разбило войско мюридов. Хунзахцы гнали их целый день, и к вечеру на Аварском плато не осталось ни одного мюрида.
После этого влияние Кази-Муллы сильно пошатнулось, а прибытие новых войск, посланных на Кавказ после заключения мира с Османской империей, позволило выделить отряд для действий против Кази-Муллы. Этот отряд под командованием барона Розена подошёл к аулу Гимры, где была резиденция Кази-Муллы. Однако как только отряд появился на высотах, окружающих аул, койсубулинцы (группа аулов по реке Койсу) прислали старшин с изъявлением покорности, для принятия присяги на верность России. Генерал Розен счёл присягу искренней и вернулся со своим отрядом на линию.
Кази-Мулла приписал удаление русского отряда помощи свыше, и тут же призвал койсубулинцев не бояться оружия гяуров, а смело идти на Тарки и Внезапную и действовать «как Бог укажет».
Новым местопребыванием Кази-Мулла избрал малодоступное урочище Чумкес-Кент (недалеко от Темир-Хан-Шуры), откуда стал созывать всех горцев на борьбу с неверными. Его попытки взять крепости Бурную и Внезапную не удались; но не увенчалось успехом и движение генерала Бековича-Черкасского к Чумкес-Кенту: убедившись в недоступности сильно укреплённой позиции, генерал не решился на штурм и отступил. Последняя неудача, сильно преувеличенная горскими вестовщиками, умножила число приверженцев Кази-Муллы, особенно в среднем Дагестане.
В 1831 году Кази-Мулла взял и разграбил Тарки, совершил крупный набег на Кизляр и покушался, но неудачно, при поддержке восставших табасаранов овладеть Дербентом. Под властью имама оказались значительные территории. Однако с конца 1831 года восстание пошло на убыль. Отряды Кази-Муллы были оттеснены в Горный Дагестан. Атакованный 1 декабря 1831 года полковником Миклашевским, он был вынужден оставить Чумкес-Кент и снова ушёл в Гимры. Назначенный в сентябре 1831 года командующий Кавказского корпуса барон Розен 17 октября 1832 года взял Гимры; Кази-Мулла погиб во время боя.
На Южной стороне Кавказского хребта в 1830 году была создана Лезгинская линия укреплений для защиты Грузии от набегов.
После гибели Кази-Муллы, один из его помощников, Гамзат-бек, провозгласил себя имамом. В 1834 году он вторгся в Аварию, овладел Хунзахом, истребил почти всю ханскую семью, придерживавшуюся пророссийской ориентации, и помышлял уже о покорении всего Дагестана, но погиб от рук заговорщиков, мстивших ему за убийство ханской семьи. Вскоре после его смерти и провозглашения Шамиля третьим имамом, 18 октября 1834 года, главный оплот мюридов, аул Гоцатль, был взят и разорён отрядом полковника Клюки-фон Клугенау. Войска Шамиля отступили из Аварии.
В период 1832—1836 годов генералы Вельяминов и Пулло совершают несколько карательных экспедиций в Чечню. Крупные сражение произошли возле Шовдан-Юрта и при штурме Герменчука.

## Период имама Шамиля

### Борьба на Кавказе в 1830-е

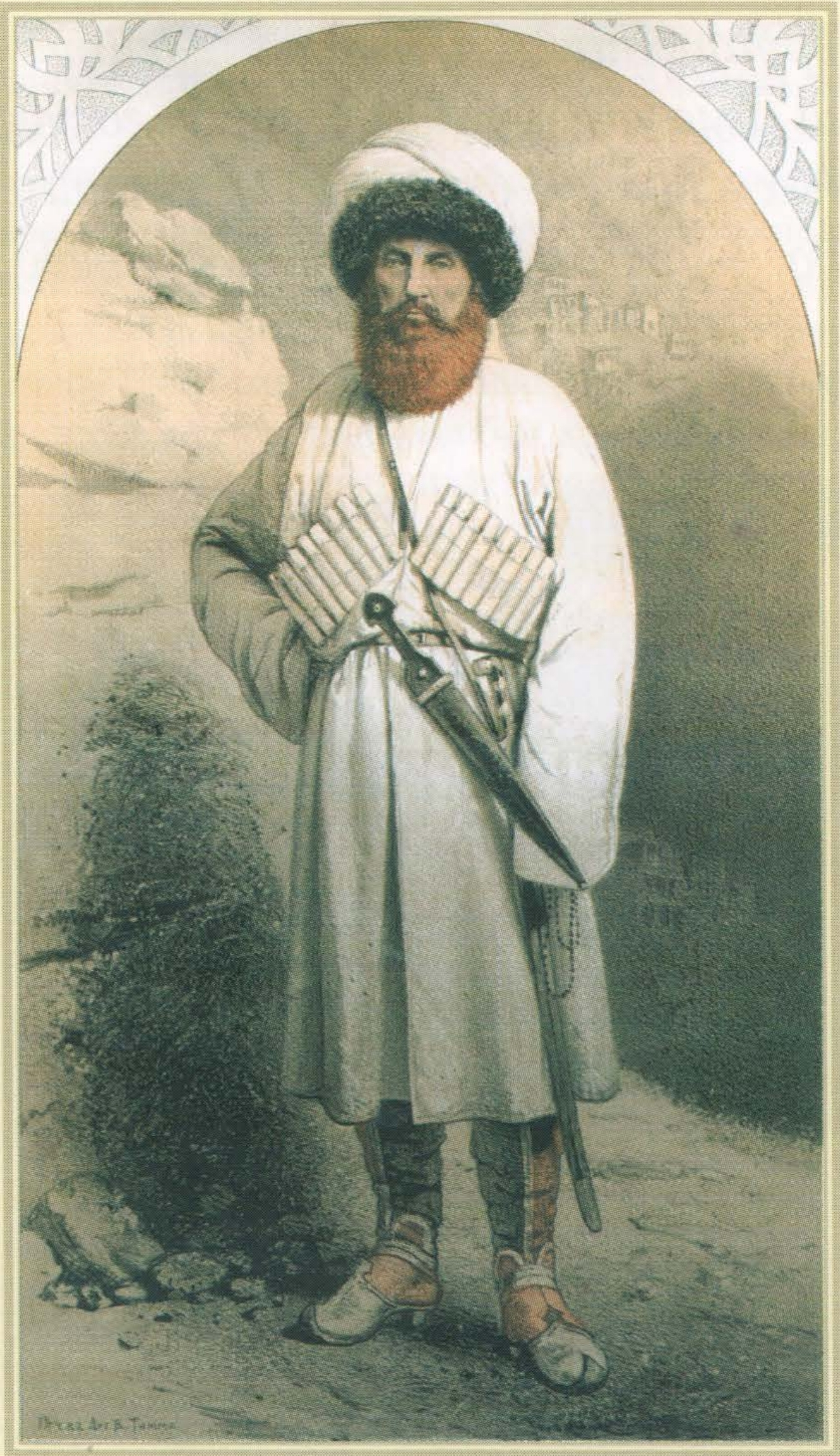
Имам Шамиль

На Восточном Кавказе после смерти Гамзат-бека во главе мюридов стал Шамиль. Новый имам, обладавший административными и военными способностями, вскоре оказался крайне опасным противником, сплотив под своей властью часть дотоле разрозненных племён и аулов Восточного Кавказа. В этот период времени Шамиль активно начал использовать в боевых действиях гвардию имамата самых преданных мюридов. Уже в начале 1835 г. силы его настолько увеличились, что он вознамерился наказать хунзахцев за умерщвление его предшественника. Временно поставленный правителем Аварии Аслан-хан Казикумухский просил направить русские войска для обороны Хунзаха, и барон Розен согласился на его просьбу ввиду стратегического значения крепости; но это повлекло за собою необходимость занятия ещё многих других пунктов для обеспечения сообщений с Хунзахом через малодоступные горы. Главной опорной точкой на пути сообщения Хунзаха с каспийским прибрежьем была избрана вновь построенная на Тарковской плоскости крепость Темир-Хан-Шура, а для обеспечения пристани, к которой подходили суда из Астрахани, было построено укрепление Низовое. Сообщение Темир-Хан-Шуры с Хунзахом прикрывалось укреплением Зирани у реки Аварское Койсу и башней Бурундук-кале. Для прямого сообщения Темир-Хан-Шуры с крепостью Внезапной была устроена и прикрыта башнями Миатлинская переправа через Сулак; дорога же из Темир-Хан-Шуры в Кизляр обеспечивалась укреплением Кази-юрт.
Зимой 1836 года происходит бой между отрядом Пулло и Ташев-Хаджи при ауле Кошкельды, под натиском горцев Пулло вынужден был отступить за Терек.
Начало 1837 года ознаменовалось компанией генерала Фези в Большую и Малую Чечню для наказания непокорных аулов, уничтожив по пути и Урус-Мартан: «При обратном следовании сожжено более 1000 сакель по Мартановскому ущелью и несколько сот по Тенгинскому. На другой день докончилось истребление оставшихся ещё сакель, запасов хлеба и фуража…» При движении отряда были разорены многие селения, произошло несколько сражений с чеченскими отрядами Ташев-Хаджи и Уди-муллы.
Шамиль, всё более и более упрочивая свою власть, избрал своим пребыванием округ Койсубу, где на берегу Андийского Койсу начал возводить укрепление, названное им Ахульго. В 1837 г. генерал Фези занял Хунзах, взял аул Ашильты и укрепление Старое Ахульго и обложил аул Тилитль, куда укрылся Шамиль. Когда 3 июля русские войска завладели частью этого аула, Шамиль вступил в переговоры и обещал покорность. Пришлось принять его предложение, так как в русском отряде, понёсшем большие потери, оказался сильный недостаток продовольствия и, кроме того, было получено известие о восстании в Кубе.
На Западном Кавказе отряд генерала Вельяминова летом 1837 г. проник к устьям рек Пшада и Вулана и заложил там укрепления Новотроицкое и Михайловское.

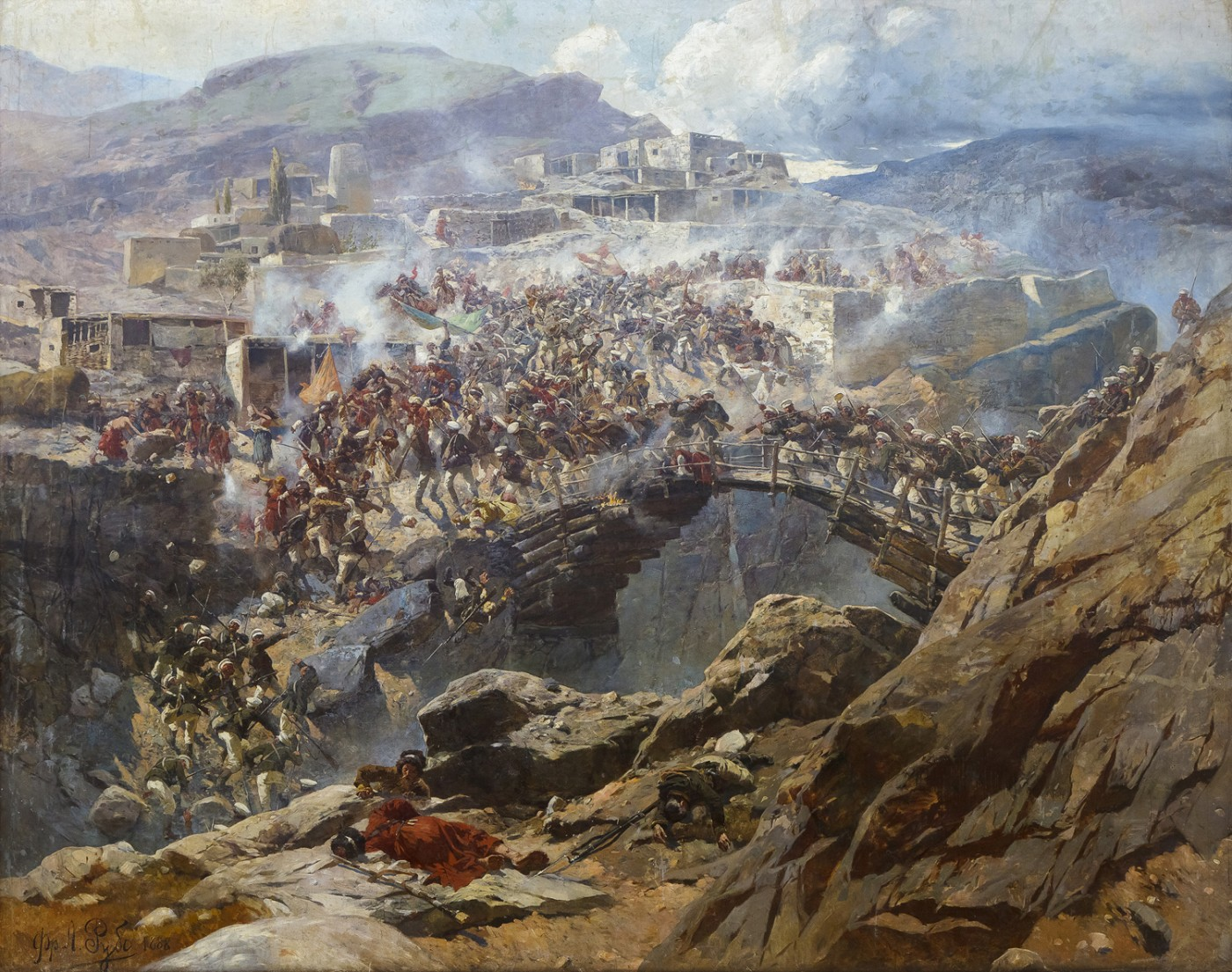
Ф. А. Рубо Штурм Ахульго русскими войсками. 1839 год.

В сентябре того же 1837 г. император Николай I впервые посетил Кавказ и остался недоволен тем, что, несмотря на многолетние усилия и крупные жертвы, русские войска были ещё далеки от прочных результатов в деле покорения края. На место барона Розена был назначен генерал Головин.
В конце 1830-х гг. в Самурской долине вспыхивает ряд восстаний рутулов во главе с Агабеком Рутульским. В мае 1839 года в селе Аджиахур происходит сражение между русскими войсками и отрядами Агабека.
Весь 1839 год войска Агабека продолжали совершать атаки на Шемахинский и Нухинский уезды. Активные действия этих отрядов в Самурской долине, а также соседних ханствах привели к тому что русскому командованию пришлось открыть в Дагестане наступательные действия сразу двумя отрядами: один из них, сосредоточенный в Южном Дагестане, под командованием корпусного командира, генерала Головина, для усмирения населения Самурской долины; другой, под командованием генерала Граббе, для действий против Шамиля.
В 1838 г. на черноморском прибрежье были выстроены укрепления Навагинское, Вельяминовское и Тенгинское и начато строительство крепости Новороссийская с военной гаванью.

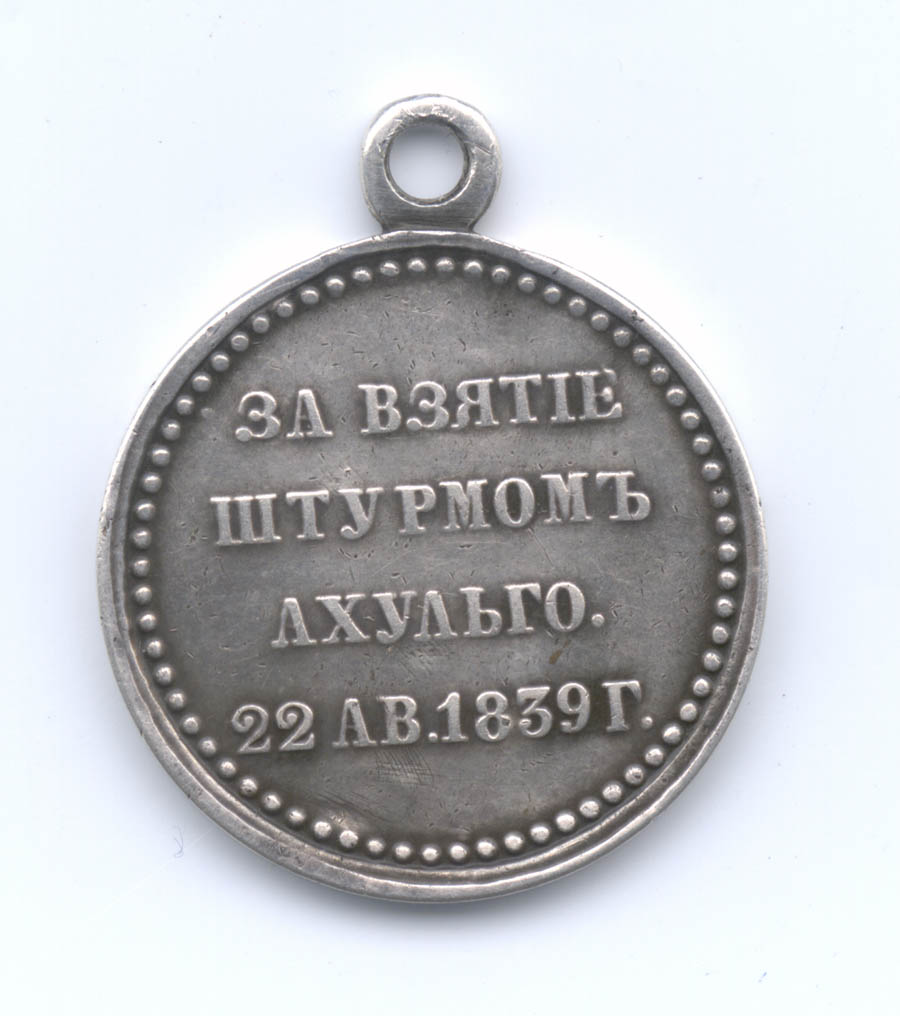
Медаль «За взятие штурмом Ахульго»

В 1839 г. действия велись в различных районах тремя отрядами. Десантный отряд генерала Раевского возвёл на черноморском прибрежье новые укрепления (форты Головинский, Лазарев, Раевский). Дагестанский отряд под начальством самого корпусного командира овладел 31 мая весьма сильною позицией горцев на Аджиахурских высотах, а 3 июня занял с. Ахты, у которого возведено было укрепление. Третий отряд, чеченский, под начальством генерала Граббе, двинулся против главных сил Шамиля, укрепившихся у с. Аргвани, на спуске к Андийскому Койсу. Несмотря на силу этой позиции, Граббе овладел ей, а Шамиль с несколькими сотнями мюридов укрылся в возобновлённом им Ахульго. Ахульго пало 22 августа, но сам Шамиль успел бежать. Горцы, выказывая видимую покорность, на самом деле готовили очередное восстание, которое в продолжение 3 последовавших лет держало русские силы в самом напряжённом состоянии.
Тем временем Шамиль после поражения в Ахульго с отрядом из семи соратников прибыл в Чечню, где с конца февраля 1840 г. шло всеобщее восстание под руководством Шоаип-муллы Центароевского, Джавад-хана Даргинского, Ташев-Хаджи Саясановского и Исы Гендергеноевского. После встречи с чеченскими предводителями Исой Гендергеноевским и Ахбердил-Мухаммедом в Урус-Мартане Шамиль был провозглашён имамом Чечни (7 марта 1840). Столицей Имамата стал Дарго.

### Действия на Западном Кавказе

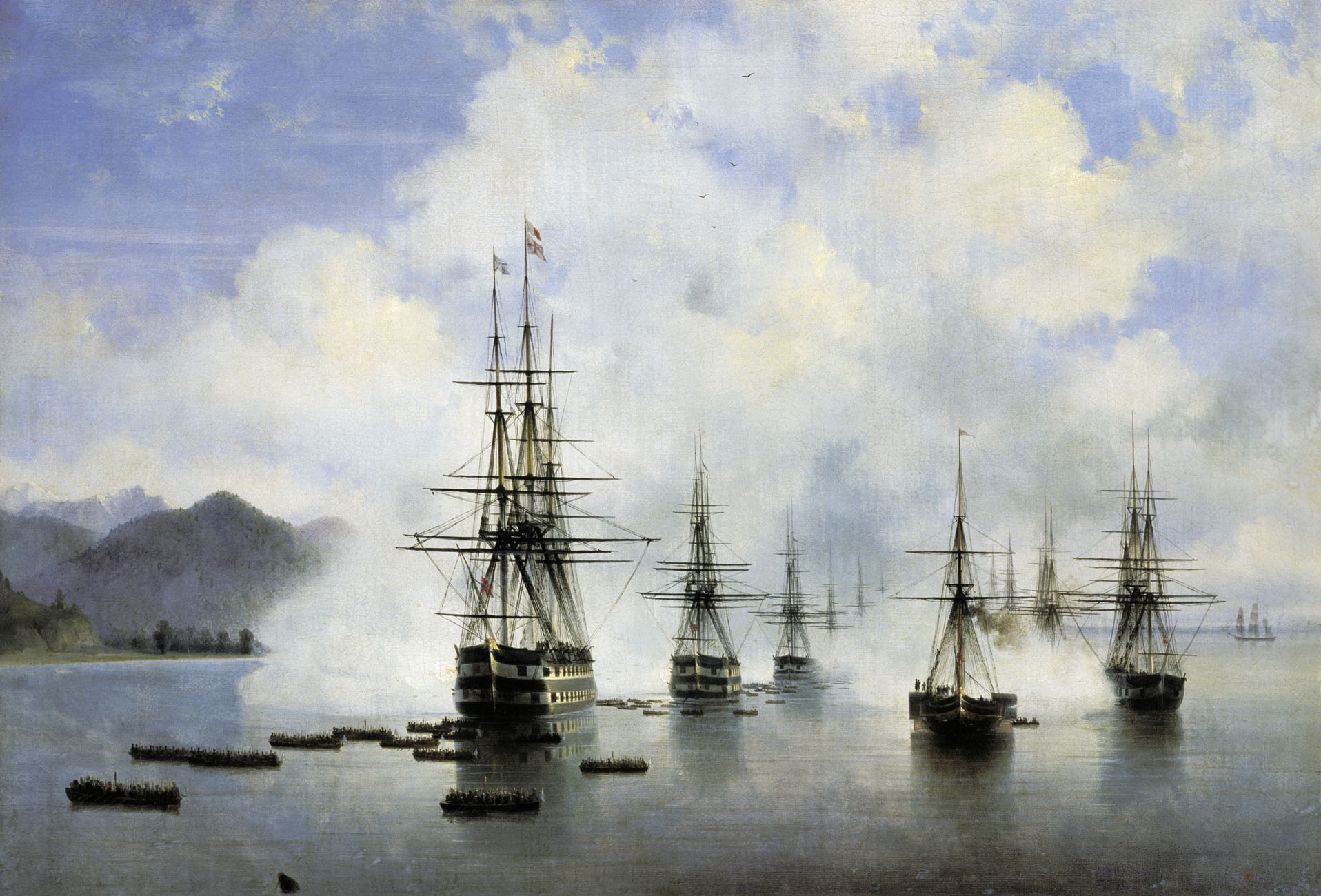
Айвазовский И. К. Десант генерала Раевского в Сочи.

После победы в войне с Турцией, в 1829 году Черноморское побережье Кавказа перешло под контроль России. На Западном Кавказе в августе 1830 года убыхи и садзы во главе с Хаджи Берзеком Дагомуко (Адагуа-ипа) предприняли отчаянный штурм только что возведённого форта в Гагре. Такое яростное сопротивление заставило генерала Гессе отказаться от дальнейшего продвижения к северу. Таким образом, береговая полоса между Гагрой и Анапой осталась под контролем кавказцев.
В апреле 1831 года граф Паскевич-Эриванский был отозван для подавления восстания в Польше. На его место временно были назначены: в Закавказье — генерал Панкратьев, на Кавказской линии — генерал Вельяминов.
На черноморском прибрежье, где горцы имели много удобных пунктов для сообщений с турками и торга невольниками, иностранные агенты, в особенности англичане, распространяли между местными племенами антироссийские воззвания и доставляли военные припасы. Это понудило барона Розена поручить генералу Вельяминову (летом 1834 г.) новую экспедицию в Закубанье, для устройства кордонной линии до Геленджика. Она завершилась возведением укреплений Абинского и Николаевского. Самым известным случаем вмешательства иностранных держав в войну на стороне горцев стало дело «Виксена» в 1836 году.
Для прекращения поставок оружия горцам со стороны турок и англичан, в 1837―1839 годах была выстроена Черноморская береговая линия. Одновременно Черноморский флот проводил крейсирование и блокаду Кавказского побережья для пресечения контрабанды оружия и работорговли. В 1840 году черкесы захватили несколько укреплений береговой линии. 7 февраля 1840 г. горцы овладели фортом Лазарев и истребили всех его защитников; 29 февраля та же участь постигла укрепление Вельяминовское; 23 марта после ожесточённого боя горцы проникли в укрепление Михайловское, защитники которого подорвали себя. Кроме того, горцы овладели (1 апреля) Николаевским фортом; но предприятия их против форта Навагинского и укрепления Абинского были безуспешны. Уже в следующем 1841 году укрепления береговой линии были восстановлены.

### Борьба на Кавказе в 1840-е
На левом фланге Кавказской линии преждевременная попытка разоружить чеченцев вызвала среди них крайнее озлобление. В декабре 1839 и январе 1840 генерал Пулло провёл карательные экспедиции в Чечне и разорил несколько аулов. В частности, в январе 1839 к аулам Дачу-Борзой и Чишки. Аул Дачу-Борзой был взят колонной барона Л. В. Россильона, а Чишки колонной графа М. И. Стенбока. В ходе второй экспедиции российское командование потребовало сдать по одному ружью с 10 домов, а также дать по одному заложнику с каждого аула. Воспользовавшись недовольством населения, Шамиль поднял против русских войск ичкерийцев, ауховцев и другие чеченские общества. Российские войска под командой генерала Галафеева ограничивались поисками в лесах Чечни, стоившими много людей. Особенно кровопролитно было дело на р. Валерик (11 июля). Пока генерал Галафеев ходил по Малой Чечне, Шамиль с чеченскими отрядами подчинил своей власти Салатавию и в начале августа вторгнулся в Аварию, где покорил несколько аулов. С присоединением к нему старшины горских обществ на Андийском Койсу, известного Кибит-Магомы, силы и предприимчивость его чрезвычайно возросли. К осени вся Чечня уже была на стороне Шамиля, и для успешной борьбы с ним средства Кавказской линии оказались недостаточными. Чеченцы начали атаковать царские войска на берегах Терека и едва не овладели Моздоком.
На правом фланге, к осени, новая укреплённая линия по Лабе была обеспечена фортами Зассовским, Махошевским и Темиргоевским. На Черноморской береговой линии были возобновлены укрепления Вельяминовское и Лазаревское.

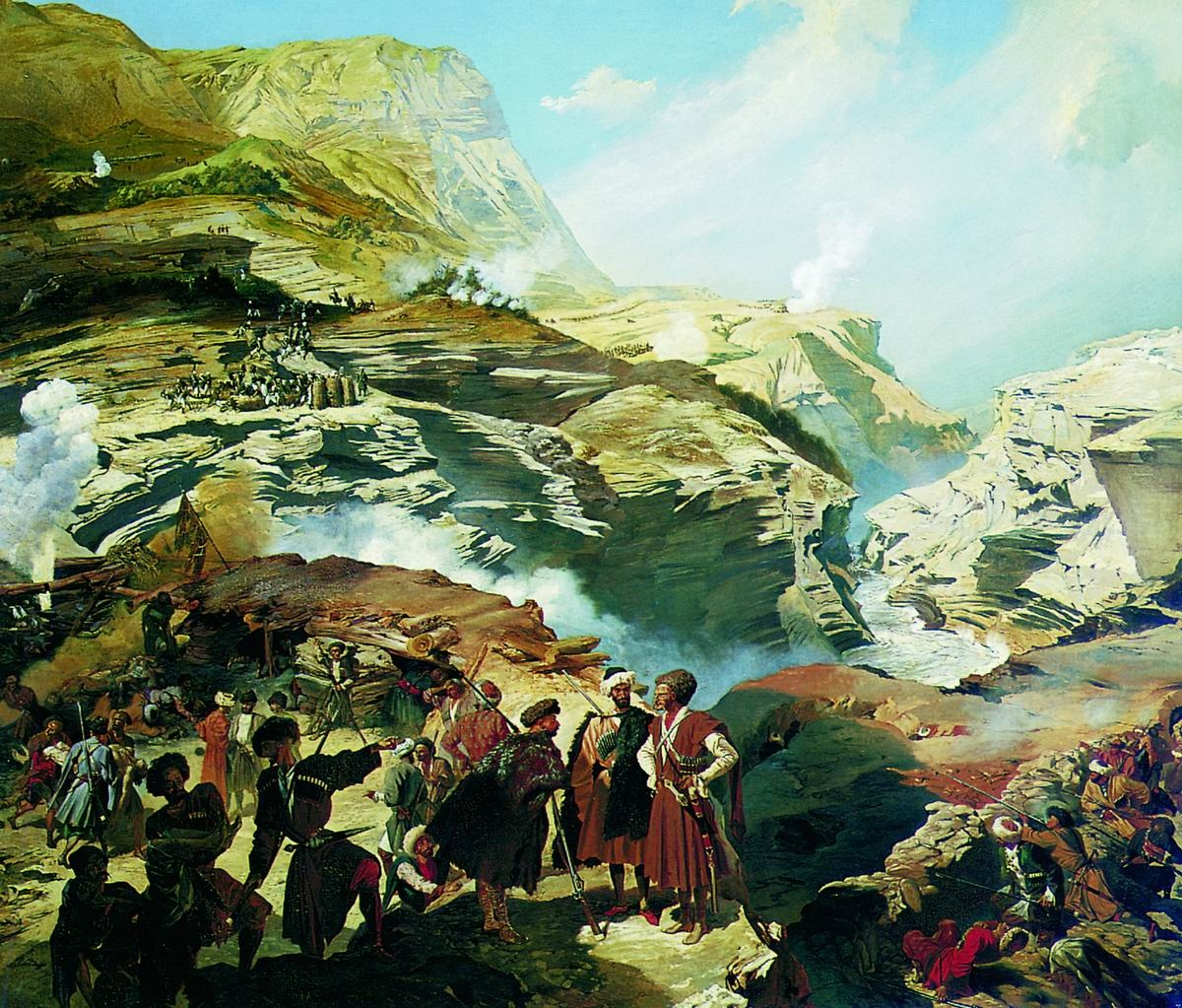
Гагарин Г. Г. Сражение между русскими войсками и горцами при Ахатле 8 мая 1841 года.

Положение дел русских войск в этот период описывается в Военном сборнике 1859 года следующим образом:
«На 1841 год, были составлены обширные предположения для наступательных действий. Главные массы войск, сосредоточенные при Темир-Хан-Шуре, под начальством корпусного командира генерала-от-инфантерии Головина, двинулись к Чиркею. …. Между тем взглянем, что совершалось в это время внутри Дагестана. Доступ туда был совершенно открыт для Шамиля, и мы видели, что некоторые из аварских селений уже отложились, единственно из опасения быть раззоренными. Но как было помочь этому? Занять все доступные для неприятеля пункты мы не могли, следовательно, в руках наших оставались только нравственные средства для удержания гор в покорности. Эти нравственные средства заключались в выгодах, приобретенных горцами под нашим владычеством и отчасти в чувстве страха. При помощи их, мы несколько успели притупить дух ненависти, внушаемый к нам мусульманской религией; с годами он более и более ослабевал бы, а корысть и честолюбие продолжали бы скреплять узы сильнее, так что подобые меры составляют едва ли не единственные к утверждению нашего владычества в Дагестане. До сих пор мы их придерживались, но слепой случай и могучий противник успели поглотить тяжкие усилия наши в течение многих лет.»
В 1841 г. в Аварии вспыхнули беспорядки, возбуждённые Хаджи-Муратом. Посланный для усмирения их батальон с 2 горными орудиями, под начальством ген. Бакунина, потерпел неудачу при ауле Цельмес, и полковнику Пассеку, принявшему команду после смертельно раненого Бакунина, лишь с трудом удалось отвести остатки отряда в Хунзах. Чеченцы произвели набег на Военно-Грузинскую дорогу и взяли штурмом военное поселение Александровское, а сам Шамиль приблизился к Назрани и атаковал расположенный там отряд полковника Нестерова, но не имел успеха и укрылся в лесах Чечни. 15 мая генералы Головин и Граббе атаковали и взяли позицию имама близ аула Чиркей, после чего занят был самый аул и около него заложено укрепление Евгеньевское. Тем не менее Шамиль успел распространить свою власть на горские общества правого побережья р. Аварское Койсу, мюриды снова овладели аулом Гергебиль, заграждавшим вход в мехтулинские владения; сообщения русских сил с Аварией были временно прерваны.
Весною 1842 г. экспедиция генерала Фези несколько поправила положение русских войск в Аварии и Койсубу. В том же году, Шамиль пытался было взволновать Южный Дагестан, но безуспешно. Таким образом, вся территория Дагестана так и не была присоединена к Имамату.
В мае 1842 года около 5000 горцев во главе с Шамилем ушли в поход на Кази-Кумух в Дагестан. С его появлением Кази-Кумухское ханство охватило восстание, жители лакских аулов один за другим переходили на его сторону, пользуясь успехом Шамиль ушёл в глубь ханства и 2 июня 1842 года произошло сражение при лакском ауле Кули, против подоспевших царских войск во главе с Аргутинским.
Воспользовавшись их отсутствием, 30 мая генерал-адъютант П. Х. Граббе с 12 батальонами пехоты, ротой сапёров, 350 казаками и 24 пушками выступил из крепости Герзель-аул по направлению к столице Имамата Дарго. Десятитысячному царскому отряду противостояло, по сообщению А. Зиссермана, «по самым щедрым расчётам до полутора тысяч» ичкеринских и ауховских чеченцев.
Возглавляемые Шоипом-муллой Центароевским, горцы готовились к сражению. Наибы Байсунгур и Солтамурад организовали беноевцев на строительство завалов, засёк, ям, приготовление провизии, одежды и военного снаряжения. Андийцам, охранявшим столицу Шамиля Дарго, Шоип поручил при приближении врага уничтожить столицу и вывезти всех людей в горы Дагестана. Наиба Большой Чечни Джаватхана, тяжело раненного в одном из недавних сражений, заменил его помощник Суаиб-мулла Эрсеноевский. Ауховских чеченцев возглавлял молодой наиб Улубий-мулла.
Остановленный ожесточённым сопротивлением чеченцев у аулов Белгатой и Гордали, уже ночью 2 июня отряд Граббе начал отступление. Царские войска потеряли в бою 66 офицеров и 1700 солдат убитыми и ранеными. Горцы потеряли убитыми и ранеными до 600 человек. Были захвачены 2 пушки и почти все военные и продовольственные запасы царских войск.
3 июня Шамиль, узнав о движении русских к Дарго, повернул назад в Ичкерию. Но к приезду имама всё уже было кончено.
Несчастный исход этой экспедиции сильно возвысил дух восставших, и Шамиль стал набирать войско, намереваясь вторгнуться в Аварию. Граббе, узнав об этом, двинулся туда с новым, сильным отрядом и овладел с боем аулом Игали, но затем удалился из Аварии, где в одном лишь Хунзахе оставался русский гарнизон. Общий результат действий 1842 год был неудовлетворителен, и уже в октябре на место Головина назначен был генерал-адъютант Нейдгардт.
Неудачи русских войск распространили в высших правительственных сферах убеждение в бесплодности и даже вреде наступательных действий. Это мнение особенно поддерживал тогдашний военный министр кн. Чернышёв, летом 1842 года посетивший Кавказ и бывший свидетелем возвращения отряда Граббе из ичкеринских лесов. Под впечатлением этой катастрофы он убедил императора подписать указ, запрещавший на 1843 год всякие экспедиции и предписывавший ограничиваться обороной. В 1843 году, из всей территории Дагестана, под контролем русских войск остались только Темир-Хан-Шура и укрепление Низовое.
Это вынужденное бездействие русских войск ободрило противника, и атаки на линию снова участились. 31 августа 1843 года имам Шамиль овладел фортом при с. Унцукуль, уничтожив отряд, шедший на выручку осаждённым. В последовавшие дни пало ещё несколько укреплений, а 11 сентября был взят Гоцатль, чем было прервано сообщение с Темир-хан-Шурой. С 28 августа по 21 сентября потери российских войск составили 55 офицеров, более 1500 нижних чинов, 12 орудий и значительные склады: пропали плоды многолетних усилий, оказались отрезаны от российских сил давно покорные горские общества и подорван боевой дух войск. 28 октября Шамиль окружил Гергебильское укрепление, которое взять ему удалось лишь 8 ноября, когда из защитников осталось в живых всего 50 человек. Восстание в Даргинском округе, и отряды горцев, которые рассыпались по всем направлениям прервали почти всякое сообщение с Дербентом, Кизляром и левым флангом линии. Между тем Шамиль провёл рейды на русские укрепления на равнине, с помощью акушинцев и местных жителей он смог уничтожить русское укрепление Низовое и судно «Макар». Больше месяца под блокадой находилась Темир-Хан-Шура.
В середине апреля 1844 года дагестанские отряды Шамиля, предводимые Хаджи-Муратом и наибом Кибит-Магома, приблизились к Кумуху, но 22 числа были совершенно разбиты князем Аргутинским, близ с. Марги. Около этого времени потерпел поражение сам Шамиль, у села Андреево, где встретил его отряд полковника Козловского. Также 2 июня 1844 г. несколько отрядов горцев в под командованием Кебед Мухаммада, Мухаммад Кади Акушинского, Аслан-кади Цудахарского и других наибов заняли селение Кака-Шура, а на следующий день, оставив часть войск против аула Доргели, где располагался авангард Дагестанского отряда в составе 5 батальонов, 6 орудий и 4 сотен казаков, двинулись основной массой к аулу Гелли. Командир Апшеронского полка генерал-майор Пассек с семью ротами, четырьмя орудиями и четырьмя сотнями казаков преградил дорогу горцам. Недалеко от Кака-Шуры на открытом поле завязался упорный бой, и ввиду явного превосходства противника горцы отступили. На Лезгинской линии возмутился бывший до тех пор верным России илисуйский хан Даниель-бек. Против него направлен был отряд генерала Шварца, который рассеял мятежников и овладел аулом Илису, но самому хану удалось бежать. Действия главных русских сил шли довольно успешно и закончились захватом восставшего Даргинского округа в Дагестане (Акуша, Хаджалмахи, Цудахар и т. д.), после чего началось переселение даргинских мюридов и Имамат. Затем приступлено было к устройству передовой Чеченской линии, первым звеном которого явилось укрепление Воздвиженское, на р. Аргун. На правом фланге блистательно был отбит штурм горцев укрепления Головинское, в ночь на 16 июля.
В конце 1844 года назначен был на Кавказ новый главнокомандующий, граф Воронцов.

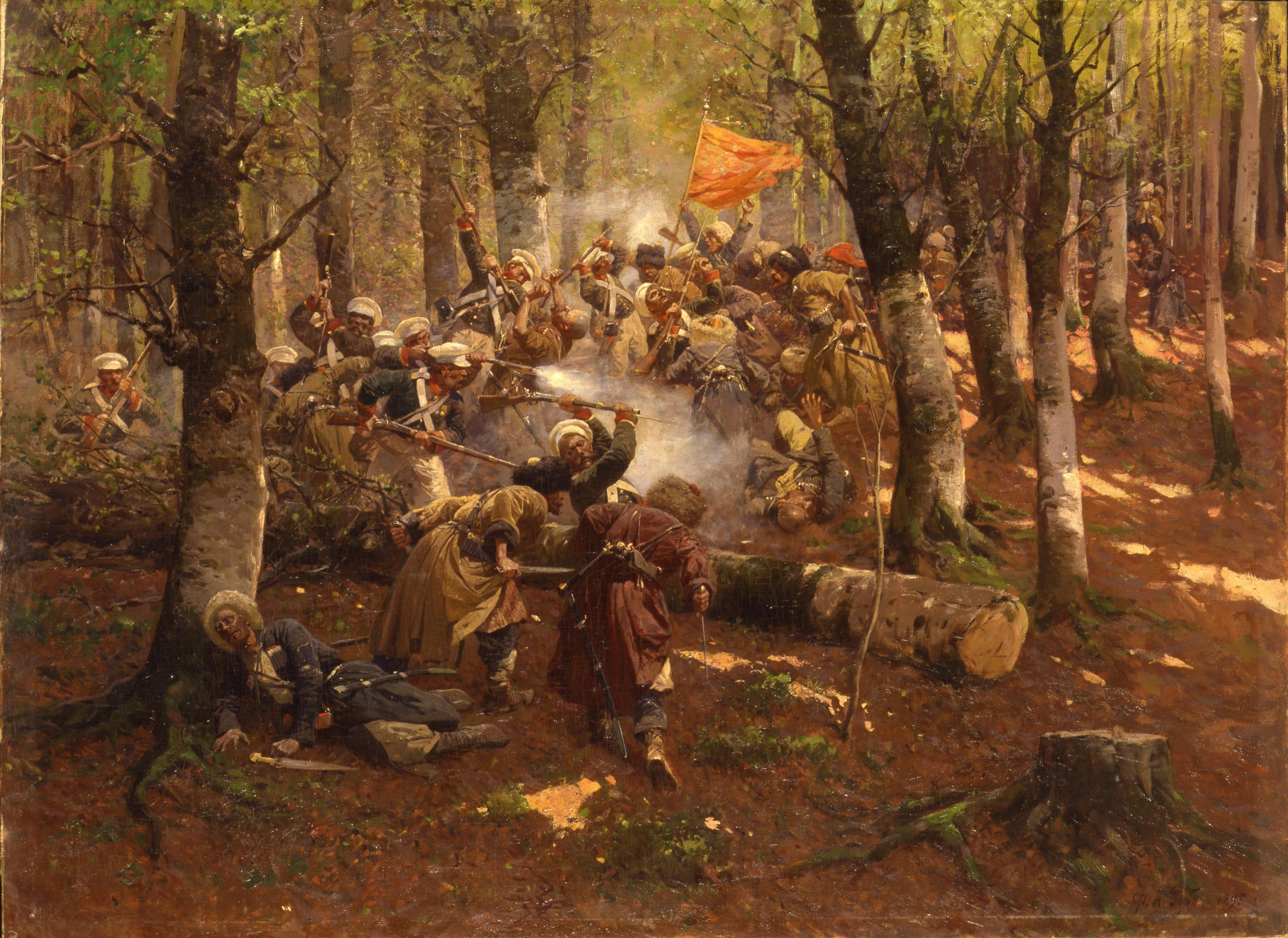
Рубо Ф. А. Даргинский поход (Сухарница). Подвиг 3-го бат. Апшеронского полка.

В мае 1845 года царская армия несколькими крупными отрядами вторглась в пределы Имамата. В начале похода для действий по разным направлениям было создано 5 отрядов. Чеченским руководил генерал Лидерс, Дагестанским — князь Бебутов, Самурским — Аргутинский-Долгоруков, Лезгинским — генерал Шварц, Назрановским — генерал Нестеров. Главные силы, двигавшиеся к столице Имамата, возглавил сам главнокомандующий русской армией на Кавказе граф М. С. Воронцов.
Не встречая серьёзного сопротивления, 10-тысячный отряд прошёл горный Дагестан и 13 июня вторгся в Андию. В момент выхода из Андии в Дарго общая численность отряда составляла 7940 человек пехоты, 1218 человек конницы и 342 артиллериста. Даргинское сражение длилось с 8 по 20 июля. По официальным данным, в Даргинском сражении царские войска потеряли 4 генералов, 168 офицеров и до 4000 солдат.
В походе 1845 года участвовали многие будущие известные военачальники и политики: наместник на Кавказе в 1856—1862 гг. и фельдмаршал князь А. И. Барятинский; главнокомандующий Кавказским военным округом и главный начальник гражданской части на Кавказе в 1882—1890 гг. князь А. М. Дондуков-Корсаков; исполняющий должность главнокомандующего в 1854 г. перед приездом на Кавказ графа Н. Н. Муравьёва князь В. О. Бебутов; известный кавказский боевой генерал, начальник Главного штаба в 1866—1875 гг. граф Ф. Л. Гейден; военный губернатор, убитый в Кутаиси в 1861 г., князь А. И. Гагарин; командир Ширванского полка князь С. И. Васильчиков; генерал-адъютант, дипломат в 1849, 1853—1855 гг., граф К. К. Бенкендорф (тяжело ранен в походе 1845 г.); будущий генерал-майор и мемуарист К. К. Эйзен фон Шварценберг; генерал-лейтенант барон Н. И. Дельвиг; Н. П. Беклемишев, прекрасный рисовальщик, оставивший после похода в Дарго много зарисовок, известный также своими остротами и каламбурами; князь Э. Витгенштейн; генерал-майор принц Александр Гессенский и другие.
На Черноморской береговой линии летом 1845 г. горцы покушались овладеть фортами Раевским (24 мая) и Головинским (1 июля), но были отбиты.

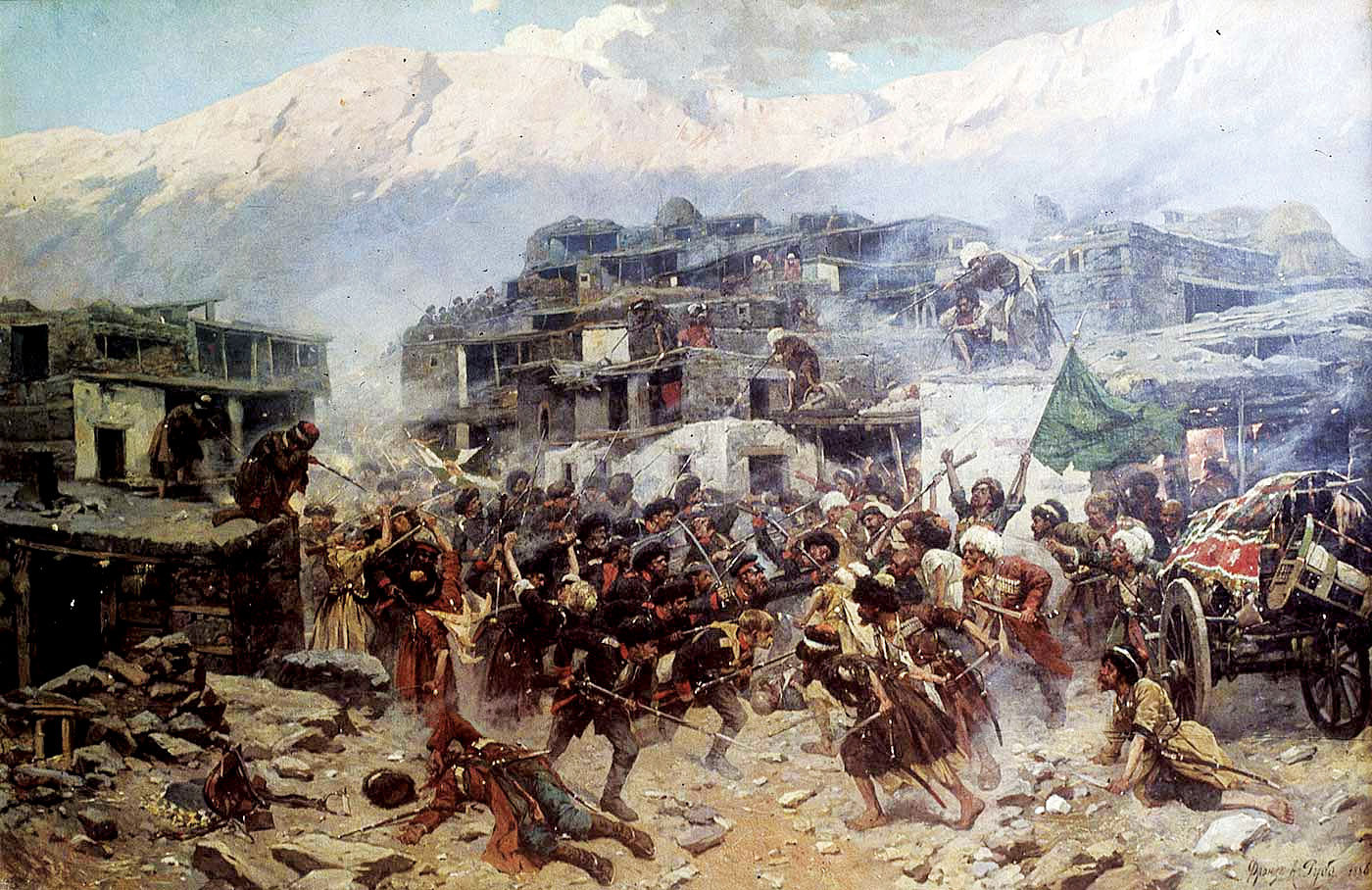
Рубо Ф. А. Взятие русскими аула Салта. 1847 год.

С 1846 г. на левом фланге осуществлялись действия, направленные на укрепление контроля над занятыми землями, возведение новых укреплений и казачьих станиц и подготовку дальнейшего движения вглубь чеченских лесов посредством вырубки широких просек. Победа кн. Бебутова, вырвавшего из рук Шамиля только что занятый им труднодоступный аул Кутиша (в настоящее время входит в Левашинский район Дагестана), имела результатом совершенное успокоение Кумыкской плоскости и предгорий.
На Черноморской береговой линии убыхи количеством до 6 тыс. человек 28 ноября предприняли новое отчаянное нападение на Головинский форт, но были отражены с большим уроном.
В 1847 г. князь Воронцов осадил Гергебиль, но, вследствие распространения в войсках холеры, должен был отступить. В конце июля русские предприняли осаду укреплённого аула Салты. В результате длительной и кровопролитной осады аул был взят.
В Джаро-Белоканский округ вторглись отряды Даниель-бека, но 13 мая были совершенно разбиты при ауле Чардахлы.
В середине ноября дагестанские горцы вторглись в Казикумух и ненадолго овладели несколькими аулами.
В 1848 году русские войска под командованием князя Аргутинского взяли Гергебиль. Шамиль попытался взять русскую крепость Ахты, но был разбит.
В 1849 году русские предприняли неудачную осада аула Чоха. Со стороны Лезгинской линии генерал Чиляев совершил удачную экспедицию в горы, завершившаяся поражением горцев под аулом Хупро.
В 1850 году систематическая вырубка лесов в Чечне продолжалась с прежней настойчивостью и сопровождалась более или менее серьёзными столкновениями. Этот образ действий вынудил многие враждебные общества заявить свою безусловную покорность.
Той же системы решено было придерживаться и в 1851 г. На правом фланге было предпринято наступление к реке Белой с целью перенести туда передовую линию и отнять у враждебных абадзехов плодородные земли между этой рекой и Лабой; кроме того, наступление в эту сторону вызывалось появлением на Западном Кавказе наиба Шамиля, Магомет-Амина, который собирал крупные партии для набегов на русские прилабинские поселения, но был разбит 14 мая.
В конце 1851 года прошёл неудачный поход наиба Бук-Мухаммада в Кайтаг.
В 1852 году русским войскам под командованием князя Барятинского, удалось проникнуть в недоступные дотоле лесные убежища и истребить множество враждебных аулов. Эти успехи были омрачены лишь неудачной экспедицией полковника Бакланова к аулу Гордали. В феврале 1853 года Барятинский разбил войска Шамиля у реки Мичик.

### В период Крымской войны

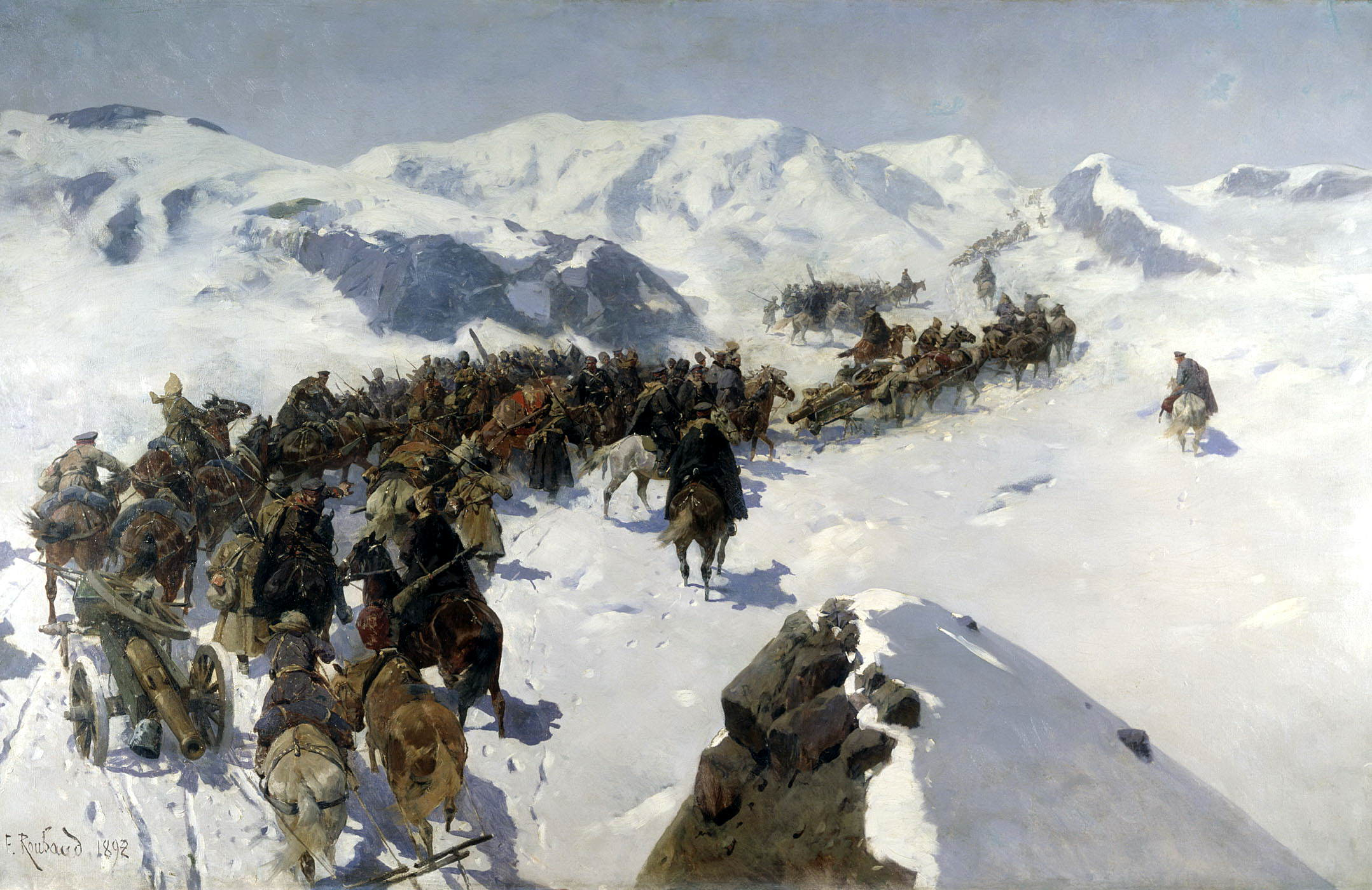
Рубо, Ф. А. Переход князя Аргутинского через Кавказский хребет в 1853 году

В 1853 году слухи о предстоящем разрыве с Турцией возбудили в горцах новые надежды. Шамиль и Магомет-Амин, Наиб Черкесии и Кабарды, собрав горских старшин, объявили им о полученных от султана фирманах, повелевающих всем мусульманам восстать против общего врага; говорили о скором прибытии турецких войск в Балкарию, Грузию и Кабарду и о необходимости решительно действовать против русских, будто бы ослабленных отправкою большей части военных сил на турецкие границы. Однако в массе горцев дух уже настолько упал вследствие ряда неудач и крайнего обнищания, что подчинять их своей воле Шамиль мог лишь посредством жестоких наказаний. Задуманный им набег на Лезгинскую линию кончился полной неудачей, а Магомет-Амин со отрядом закубанских горцев был разбит отрядом генерала Козловского.
С началом Крымской войны командованием русских войск решено было на всех пунктах Кавказа держаться преимущественно оборонительного образа действий; однако расчистка лесов и истребление у противника средств продовольствия продолжались, хотя и в более ограниченных размерах.
В 1854 году начальник турецкой Анатолийской армии вступил в переговоры с Шамилем, приглашая его двинуться на соединение с ним со стороны Дагестана. В июле Шамиль с дагестанскими горцами вторгся в Кахетию; горцы успели разорить богатое селение Цинондаль — имение князя Давида Чавчавадзе, — захватить в плен семейство его владетеля и разграбить несколько церквей, но, узнав о приближении русских отрядов, отошли. Покушение Шамиля овладеть мирным аулом Истису не имело успеха. На правом фланге пространство между Анапой, Новороссийском и устьями Кубани русскими войсками было оставлено; гарнизоны Черноморской береговой линии ещё в начале года были увезены в Крым, а форты и другие постройки — взорваны. Кн. Воронцов ещё в марте 1854 года оставил Кавказ, передав управление ген. Реаду, а в начале 1855 году главнокомандующим на Кавказе назначен был генерал Муравьёв. Высадка турок в Абхазию, несмотря на измену владетеля её, кн. Шервашидзе, не имела вредных для России последствий. По заключении Парижского мира, весною 1856 года, решено было воспользоваться действовавшими в Азиатской Турции войсками и, усилив ими Кавказский корпус, приступить к окончательному завоеванию Кавказа.

## Покорение Чечни и Дагестана

### Наступление российских войск

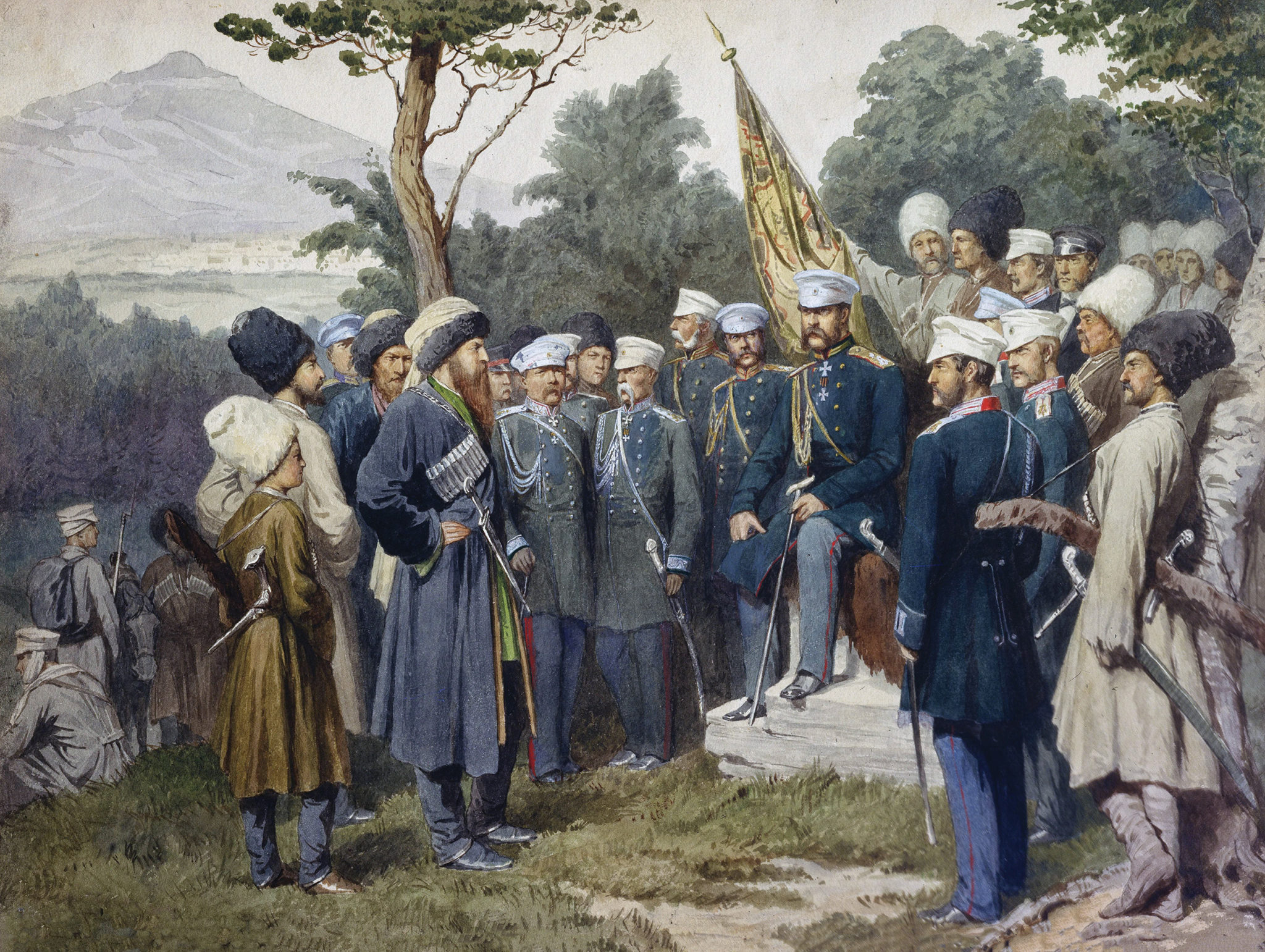
Кившенко А. Д. Сдача в плен Имама Шамиля царскому генералу Барятинскому

Новый главнокомандующий, князь Барятинский, главное внимание обратил на Чечню, покорение которой возложено им было на начальника левого крыла линии, генерала Евдокимова — старого и опытного кавказца; но и в других частях Кавказа войска не оставались бездеятельными. В 1856 и 1857 гг. российские войска достигли следующих результатов: на правом крыле линии занята Адагумская долина и устроено укрепление Майкоп. На левом крыле так называемая «русская дорога», от Владикавказа, параллельно хребту Чёрных гор, до укрепления Куринского на Кумыкской плоскости, вполне довершена и упрочена вновь устроенными укреплениями; по всем направлениям прорублены широкие просеки; масса враждебного населения Чечни доведена до необходимости покориться и выселиться на открытые места, под государственный надзор; округ Аух занят и в центре его возведено укрепление. В Дагестане окончательно занята Салатавия. По Лабе, Урупу и Сунже устроено несколько новых казачьих станиц. Войска везде приближены к передовым линиям; тыл обеспечен; огромные пространства лучших земель отрезаны от враждебного населения и, таким образом, значительная доля ресурсов для борьбы вырвана из рук Шамиля.
На Лезгинской линии, вследствие вырубки лесов, хищнические набеги сменились мелким воровством. На берегу Чёрного моря, вторичное занятие Гагр положило начало обеспечению Абхазии от вторжений черкесских племён и от враждебной пропаганды. Действия 1858 года в Чечне начались занятием считавшегося неприступным ущелья реки Аргун, где Евдокимов приказал заложить сильное укрепление, названное Аргунским. Поднимаясь вверх по реке, он достиг, в конце июля, аулов Шатоевского общества; в верховьях Аргуна заложено им было новое укрепление — Евдокимовское. Шамиль попытался отвлечь внимание диверсией к Назрани, но потерпел поражение от отряда генерала Мищенко и едва успел выйти из боя не попав в засаду (в силу многочисленности царских войск), но избежал этого благодаря успевшему ему на помощь наибу Бета Ачхоевскому, который прорвал кольцо окружения и позволил уйти в незанятую ещё часть Аргунского ущелья. Убедившись, что власть его там окончательно подорвана, он удалился в Ведено — свою новую резиденцию. С 17 марта 1859 года приступлено было к бомбардированию этого укреплённого аула, а 1 апреля он взят штурмом.
Шамиль ушёл за Андийское Койсу. По взятии Ведено, в долину Андийского Койсу концентрически направились три отряда: дагестанский, чеченский (бывшие наибы и войны Шамиля) и лезгинский. Шамиль, временно поселившийся в ауле Карата, укрепил гору Килитль, а правый берег Андийского Койсу, против Конхидатля, покрыл сплошными каменными завалами, вверив их оборону своему сыну Кази-Магоме. При сколько-нибудь энергическом сопротивлении последнего, форсирование переправы в этом месте стоило бы огромных жертв; но он был вынужден оставить свою крепкую позицию, вследствие выхода ему во фланг войск Дагестанского отряда, совершивших замечательно-отважную переправу через Андийское Койсу у урочища Сагрытло. Видя грозящую отовсюду опасность, имам ушёл на гору Гуниб, где Шамиль с 500 мюридов укрепился, как в последнем и неприступном убежище. 25 августа Гуниб был взят штурмом принуждённый тем, что кругом стоит на всех холмах, во всех оврагах 8.000 войска, сам Шамиль сдался в плен князю Барятинскому.

### Пленение Шамиля
Из письма наместника Кавказа и главнокомандующего кавказской армией генерала от инфантерии А. И. Барятинского жителям Дагестана 24 августа 1859 года:

 Вся Чечня и Дагестан ныне покорились державе российского императора, и только один Шамиль лично упорствует в сопротивлении великому государю. …Я требую, чтобы Шамиль неотлагательно положил оружие. Если он исполнит моё требование, то я именем августейшего государя торжественно объявляю ему, со всеми находящимися при нём теперь в Гунибе, полное прощение и дозволение ему с семейством ехать в Мекку, с тем, чтобы он и сыновья его дали письменные обязательства жить там безвыездно, равно как и те из приближённых лиц, которых он пожелает взять с собой. Путевые издержки и доставление его на место будут вполне обеспечены русским правительством… Если же Шамиль до вечера завтрашнего дня не воспользуется великодушным решением императора всероссийского, то все бедственные последствия его личного упорства падут на его голову и лишат его навсегда объявленных ему мною милостей.

 …к Шамилю прибыли вдруг посланники салдара с предложением заключить мир и обещанием пощады. Имам хотел было отказаться от предложенного, да попросили женщины и дети. Ради них только он и смягчился.
К 9 часам утра, 25 августа, с западной стороны на Гуниб поднялись части Дагестанского полка, и практически вся гора была в руках штурмующих. Исключение составляли несколько построек в самом ауле, где укрылись Шамиль и 40 оставшихся в живых мюридов. Около 4—5 часов пополудни Шамиль во главе конного отряда в 40—50 мюридов выехал из аула и направился вверх на гору, к берёзовой роще, где его ожидал Барятинский со своей свитой. Путь Шамиля сопровождали крики «ура» имперских войск. Недалеко от того места, где находился главнокомандующий, отряд всадников был остановлен и дальше имам проследовал пешком в сопровождении троих приближённых.

 Шамиль, таким образом, принял предложение о мире. Условием сдачи имама было при этом то, что враги оставят его самого и его семью в стране ислама, [то есть в Дагестане]; отметим, что на Гунибе мучениками за веру пало к тому времени уже большое количество благородных, набожных, людей — и мужчин, и женщин. После того, однако, как повелитель правоверных Шамиль оказался в руках у многобожников, их проклятый салдар допустил вероломный обман. Изменив уговору, он отправил Шамиля вместе с его семьёй в Петербург.
Почти всю оставшуюся жизнь Шамиль с семьей провёл в плену в Калуге.
Люди Шамиля — 40 человек сдались вместе с ним или были взяты в плен во время боя. Из 30 русских солдат Шамиля, только 8 были взяты в плен и были обезглавлены Империей, как «изменники» православия, самодержавия и своей народности.

### Восстание наибов
8 мая 1860 года бывшие наибы Шамиля Байсангур Беноевский, Солта-мурад Беноевский, Ума Дуев и Атабай Атаев подняли новое восстание в Чечне. Летом 1860 года войска Байсангура в сражении у местечка Пхачу после ожесточённого сражения разгромили отряд русских войск под командованием генерал-майора М. А. Кундухова. В октябре 1860 года командующий войсками генерал-лейтенант Павел Кемферт, прибыл в округ Ичкерия с 9-ю батальонами пехоты для подавления восстания. В январе 1861 года в округ Ичкерия двинулись три колонны войск; из Майртупа генерал-майор М. А. Кундухова, из Хоби-Шовдана — полковника Н. Н. Головочёва, из крепости Ведено-подполковника Арцу Чермоева. 9 января они соединились у селения Белгатой. В течение двух недель они разрушили 15 аулов, переселив жителей на равнину. Восстание было подавлено. В результате сражения 17 февраля у села Беной Байсангур Беноевский был пленён и 1 марта 1861 года казнён на площади Хасавюрта, по приговору военно — полевого суда.

## Завершение покорения Черкесии (1859—1864)

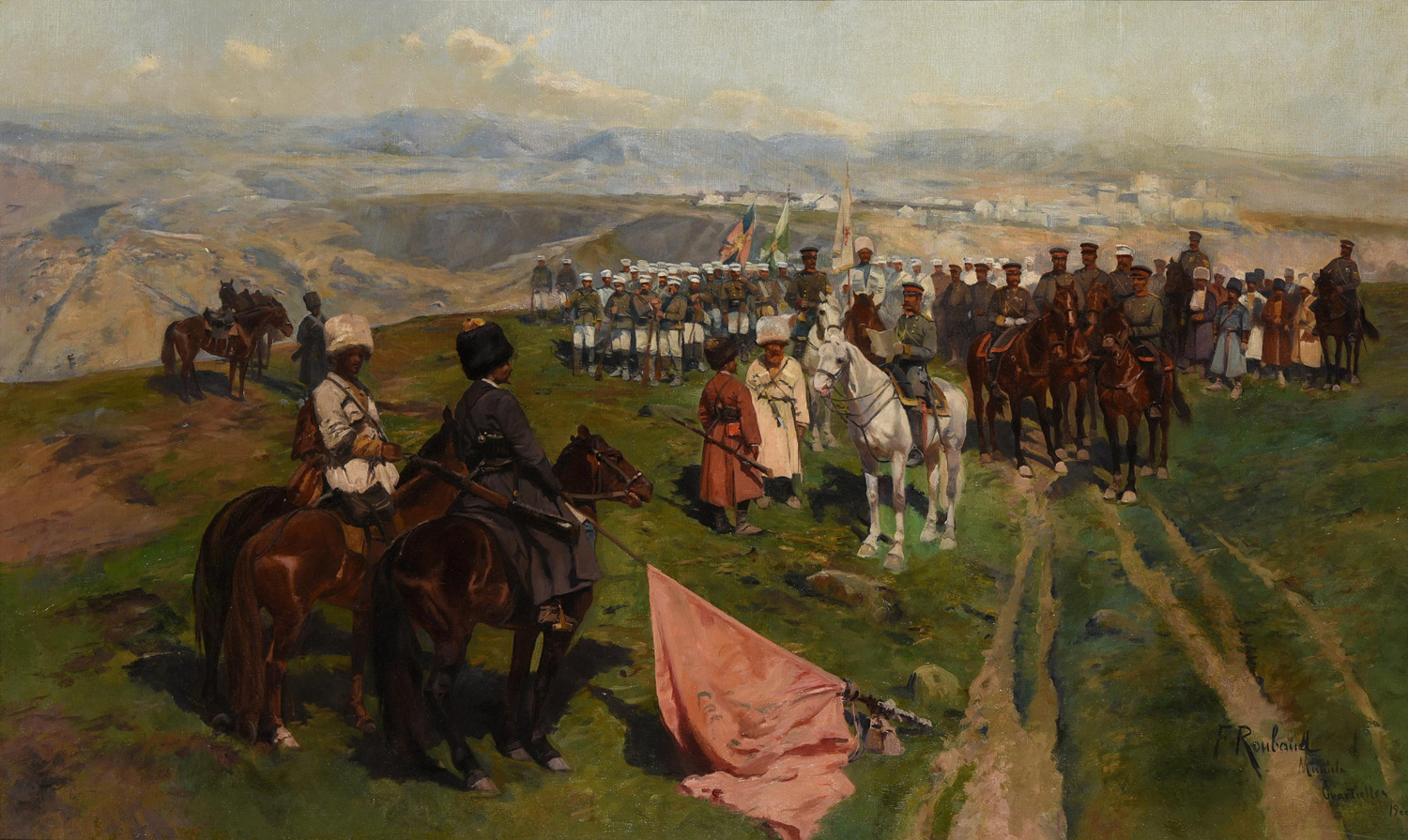
Рубо Ф. А. Чтение манифеста об окончании Кавказской войны Великим князем Михаилом Николаевичем

Взятие Гуниба и пленение Шамиля могли считаться последним актом войны на Восточном Кавказе; но ещё не была покорена Западная Черкесия, занимавшая всю западную часть Кавказа, примыкая к Чёрному морю. Завершающий этап войны в Западной Черкесии решено было вести таким образом: черкесы должны были покоряться и переходить на указываемые им места на равнине; в противном случае их оттесняли далее в бесплодные горы, а оставленные ими земли заселялись казачьими станицами; наконец, по оттеснении горцев с гор к морскому берегу, им оставалось или перейти на равнину, под надзор русских, или переселиться в Турцию, в чём предполагалось оказывать им возможное содействие.
В 1861 году по инициативе убыхов в Сочи был создан черкесский парламент «Великое и свободное заседание». Убыхи, шапсуги, абадзехи, джигеты (садзы) стремились объединить черкесов «в один громадный вал». Специальная депутация парламента, возглавляемая Измаилом Баракай Дзиаш, посетила ряд европейских государств. Действия против тамошних мелких вооружённых формирований затянулись до конца 1861 года, когда все попытки сопротивления были окончательно подавлены. Тогда только можно было приступить к решительным операциям на правом крыле, руководство которыми поручено было покорителю Чечни, Н. И. Евдокимову. Войска его были разделены на 2 отряда: один, Адагумский, действовал в земле шапсугов, другой — со стороны Лабы и Белой; особый отряд направлен для действий в низовьях реки Пшиш. Осенью и зимой устроены казачьи станицы в Натухайском округе. Войска, действовавшие со стороны Лабы, закончили устройство станиц между Лабой и Белой и прорезали просеками всё предгорное пространство между этими реками, что понудило тамошние общества частью переселиться на плоскость, частью уйти за перевал Главного хребта.

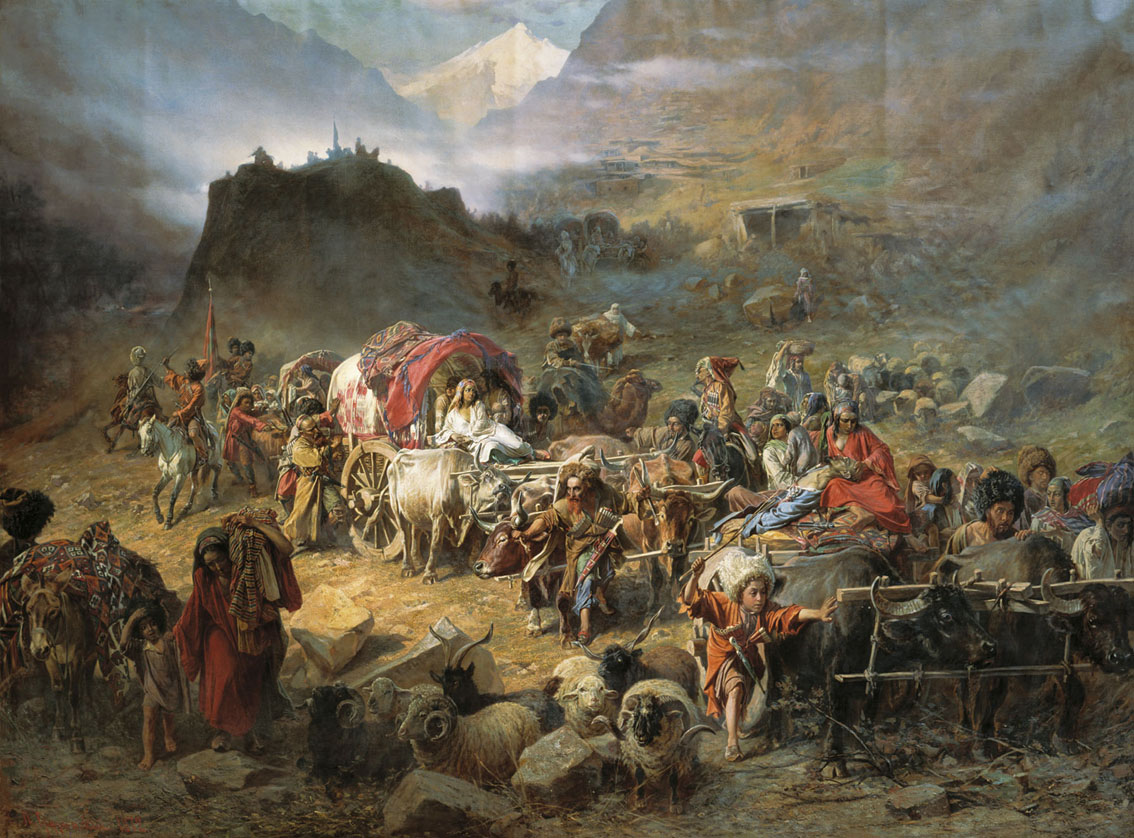
Грузинский П. Н.. Оставление горцами аула

В конце февраля 1862 года отряд Евдокимова двинулся к реке Пшеха, до которой, несмотря на упорное сопротивление абадзехов, прорублена была просека и проложена удобная дорога. Всем жившим между реками Ходзь и Белой велено было немедленно переселиться на Кубань или Лабу, и в течение 20 дней (с 8 по 29 марта) переселено было до 90 аулов. В конце апреля Евдокимов, перейдя Чёрные горы, спустился в Даховскую долину по дороге, которую горцы считали для русских недоступной, и устроил там новую казачью станицу, замыкавшую Белореченскую линию. Движение русских вглубь Закубанья встречено было повсюду отчаянным сопротивлением абадзехов, подкрепляемых убыхами и абхазскими племенами садзов (джигетов) и ахчипсху, не увенчавшимся, однако, серьёзными успехами. Результатом летних и осенних действий 1862 года со стороны Белой было прочное утверждение российских войск на пространстве, ограниченном с запада pеками Пшиш, Пшеха и Курджипс.
В начале 1863 года противниками русского владычества на всём Кавказе оставались одни лишь горские общества на северном склоне Главного хребта, от Адагума до Белой, и племена приморских шапсугов, убыхов и других, жившие на узком пространстве между морским берегом, южным скатом Главного хребта, долиной Адерба и Абхазией. Окончательным покорением Кавказа руководил великий князь Михаил Николаевич, назначенный наместником Кавказским. В 1863 году действия войск Кубанской области должны были состоять в распространении русской колонизации края одновременно с двух сторон, опираясь на Белореченскую и Адагумскую линии. Действия эти пошли настолько успешно, что поставили горцев северо-западного Кавказа в безвыходное положение. Уже с половины лета 1863 года многие из них стали выселяться в Турцию или на южный склон хребта; большая их часть покорилась, так что к концу лета число выходцев, водворённых на плоскости, по Кубани и Лабе, дошло до 30 тыс. человек. В начале октября абадзехские старшины явились к Евдокимову и подписали договор, по которому все одноплеменники их, желавшие принять русское подданство, обязывались не позже 1 февраля 1864 года начать переселяться на указанные им места; остальным давался 2.5 — месячный срок для выселения в Турцию.
Покорение северного склона хребта было закончено. Оставалось перейти на юго-западный склон, чтобы, спускаясь к морю, очистить прибрежную полосу и приготовить её к заселению. 10 октября русские войска поднялись на самый перевал и в том же месяце заняли ущелье реки Пшада и устье реки Джубги. На западном Кавказе остатки черкесов северного склона продолжали выселяться в Турцию или на Кубанскую равнину. С конца февраля начались действия на южном склоне, которые завершились в мае. Массы черкесов были оттеснены к морскому берегу и прибывшими турецкими судами отвозились в Турцию. 21 мая 1864 года в горном селении Кбаадэ в лагере соединившихся русских колонн, в присутствии великого князя главнокомандующего, отслужен был благодарственный молебен по случаю победы.

## Память
В Российской империи в честь покорения Кавказа было выпущено несколько медалей: «За взятие штурмом Ахульго», «За покорение Чечни и Дагестана», «За покорение Западного Кавказа», крест «За службу на Кавказе». В 1888 году в Тифлисе был основан Кавказский военно-исторический музей в память побед русских войск при покорении Кавказа. В 1897 году там же был построен Кавказский военный собор в память победы в Кавказской войне.

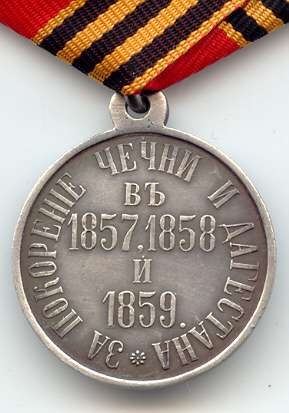
Медаль «За покорение Чечни и Дагестана»
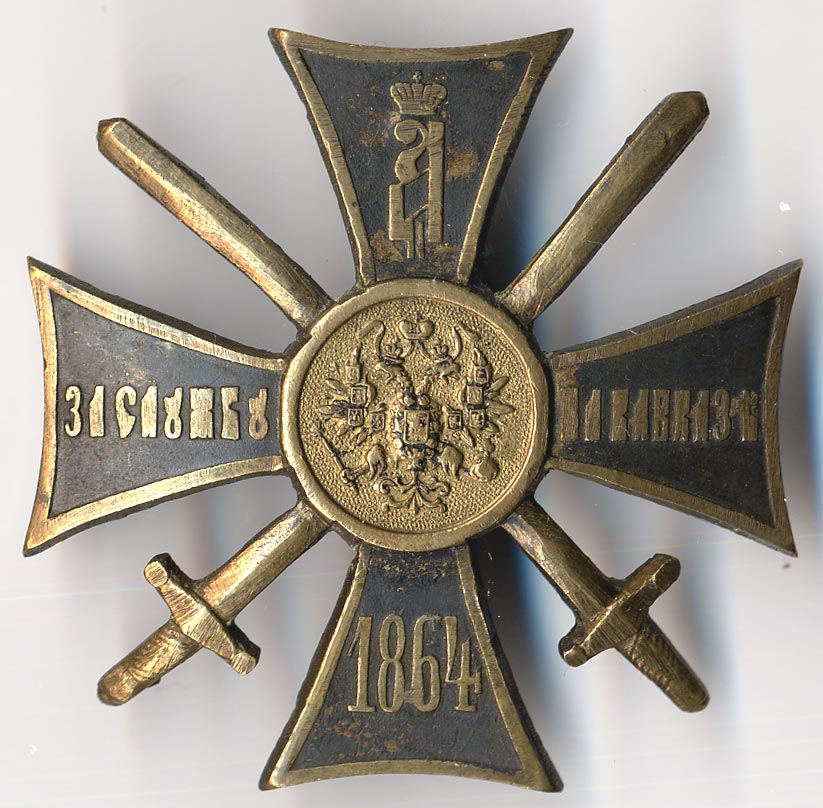
Крест «За службу на Кавказе»
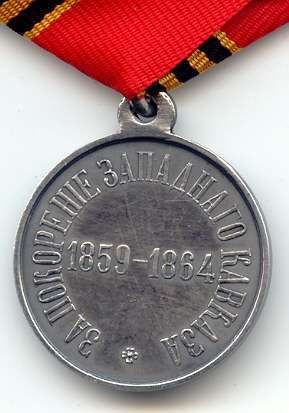
Медаль «За покорение Западного Кавказа»

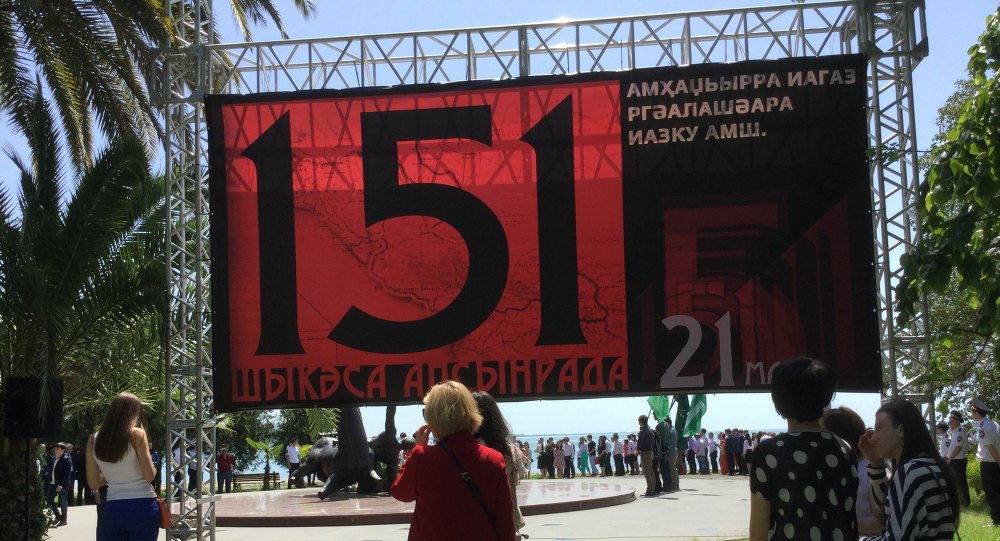
Плакат в столице Абхазии в День памяти жертв Кавказской войны.

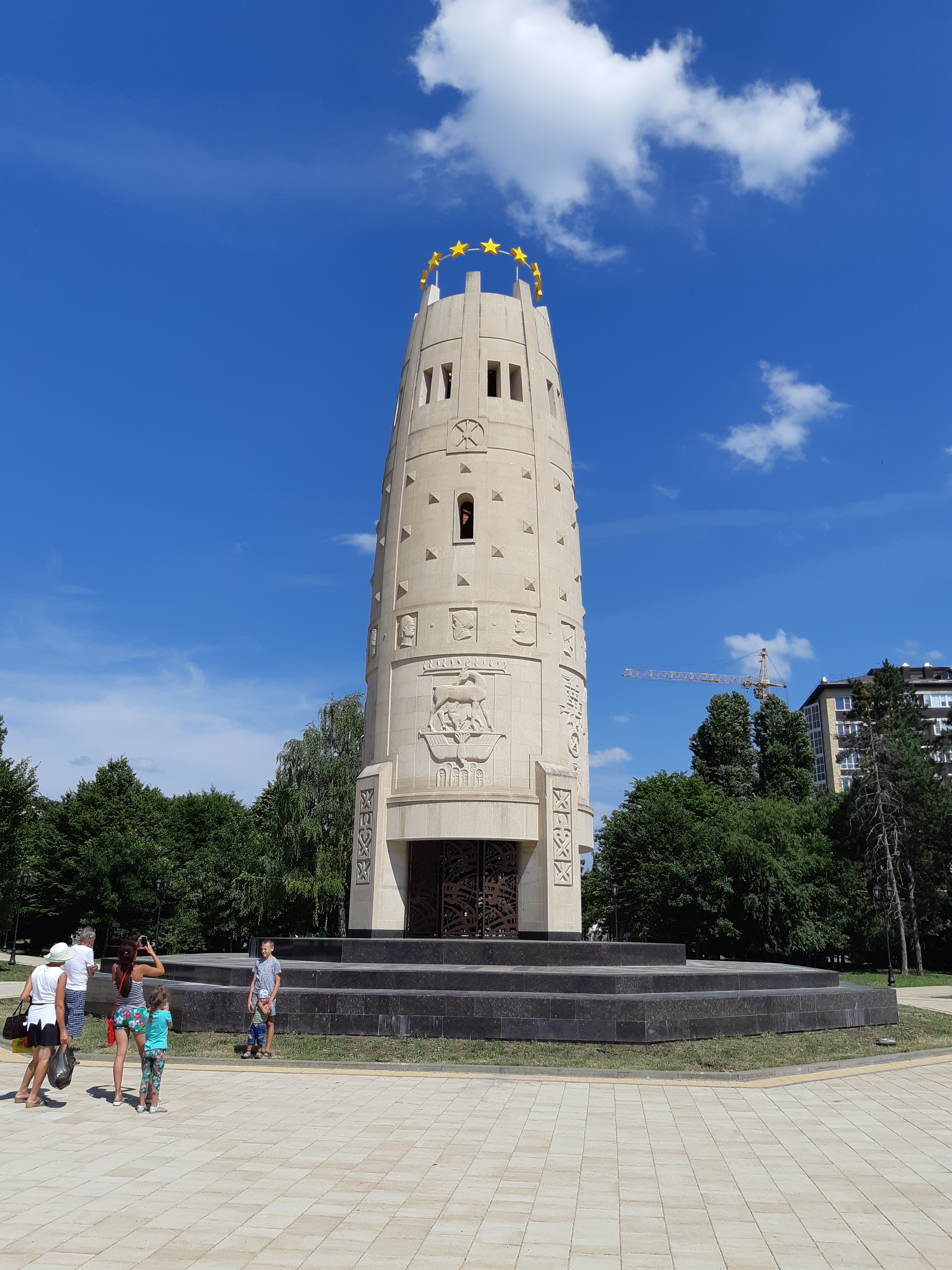
Монумент Памяти и Единения жертвам Кавказской войны в Майкопе.

В 1992 году Верховный Совет КБССР установил 21 мая как День памяти жертв Кавказской войны, являющийся нерабочим днём. В марте 1994 года в Карачаево-Черкесии постановлением Президиума Совета Министров республике был учреждён «День памяти жертв Кавказской войны», который отмечается 21 мая. В Майкопе установлен Монумент Памяти и Единения жертвам Кавказской войны заслуженного художника Адыгеи Абдуллаха Берсирова, выполненный в виде адыгского очага. Памятник жертвам Кавказской войны открыт в 2017 году в Черкесске.
В Чеченской Республике в третье воскресенье сентября отмечается День чеченской женщины, учреждённый в память о 46 чеченских девушках, погибших в 1819 году при взятии аула Дади-Юрт войсками генерала Ермолова. В 2013 году в память о подвиге этих девушек был воздвигнут памятник Хангиш-Юрт.
В то же время установка памятников русским солдатам вызывает противодействие. В 2020 году в Сочи был установлен памятник крепости Святого Духа, демонтированный через несколько дней в связи с протестом черкесских активистов. Ситуация вокруг памятника вызвала общественный резонанс.

## Последствия

### Изменения в этническом составе населения Кавказа

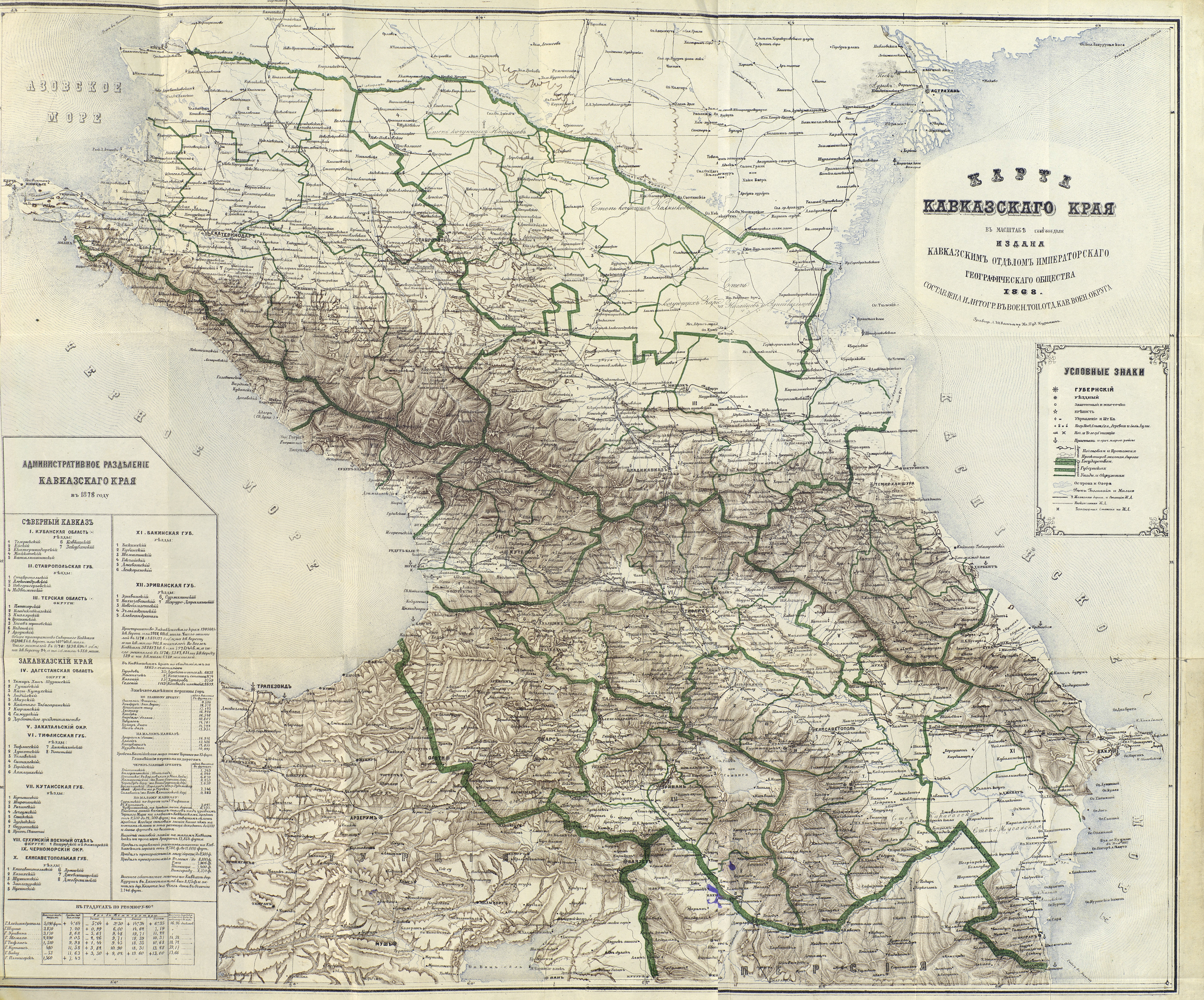
Карта Кавказского края 1878 года

Россия, ценой значительного кровопролития, смогла подавить вооружённое сопротивление горцев, в результате чего сотни тысяч горцев, не принявших российской власти, были вынуждены покинуть родные места и перебраться в Турцию и на Ближний Восток. В результате, там сформировалась значительная диаспора из числа выходцев с Северного Кавказа. Большинство из них являются адыгами-черкесами, абазинами и абхазами по происхождению. Большая часть этих народов была вынуждена покинуть территорию Северного Кавказа.

Этнографическая карта Кавказа в 1880 году

По некоторым данным, численность населения в Большой и Малой Кабарде уменьшилась с 350 000 до войны, до 50 000 на 1818 год. По другим данным, в 1790 году население было 200 000 человек и в 1830 году 30 000 человек.
| Народ    | Доля к общему населению Северного Кавказа, % | Доля к общему населению Северного Кавказа, % | Доля к общему населению Северного Кавказа, % | Доля к общему населению Северного Кавказа, % |
| -------- | -------------------------------------------- | -------------------------------------------- | -------------------------------------------- | -------------------------------------------- |
| Народ    | 1795 г.                                      | 1835 г.                                      | 1858 г.                                      | 1867 г.                                      |
| русские  | 8.8                                          | 14.6                                         | 16.5                                         | 30.5                                         |
| украинцы | 3                                            | 6.6                                          | 18.2                                         | 23.3                                         |
| адыги    | 39.6                                         | 29.9                                         | 25.5                                         | 2.2                                          |
| чеченцы  | 9.3                                          | 10                                           | 8.5                                          | 7.1                                          |
| аварцы   | 11.1                                         | 6.9                                          | 2                                            | 6.4                                          |
| даргинцы | 9.5                                          | 7.3                                          | 5.8                                          | 4.1                                          |
| лезгины  | 4.4                                          | 3.6                                          | 3.9                                          | 4.4                                          |

После прихода к власти, руководство СССР продолжило политику насильственного переселения кавказских народов. В частности, в ходе массовых депортаций были депортированы карачаевцы, чеченцы, балкарцы, ингуши, турки-месхетинцы.
Депортация чеченцев и ингушей стала крупнейшей операцией СССР по этнической депортации: по различным данным, с территории упраздняемой республики были выселены до 650 тысяч человек
Одним из последствий Кавказской войны стала русофобия, широко распространившаяся среди народов Кавказа.

### Борьба кавказских народов за национальную автономию
По завершении войны в 1864 году на Кавказе установился хрупкий мир, чему способствовало закрепление России в Закавказье и ослабление возможностей для получения мусульманами Кавказа финансовой и вооружённой поддержки от своих единоверцев. Спокойствие на Северном Кавказе обеспечивало присутствие хорошо организованного, обученного и вооружённого казачьего войска. В 1877 году во время очередной русско-турецкой войны горцы Чечни и Дагестана подняли восстание против российской власти, но были разгромлены.

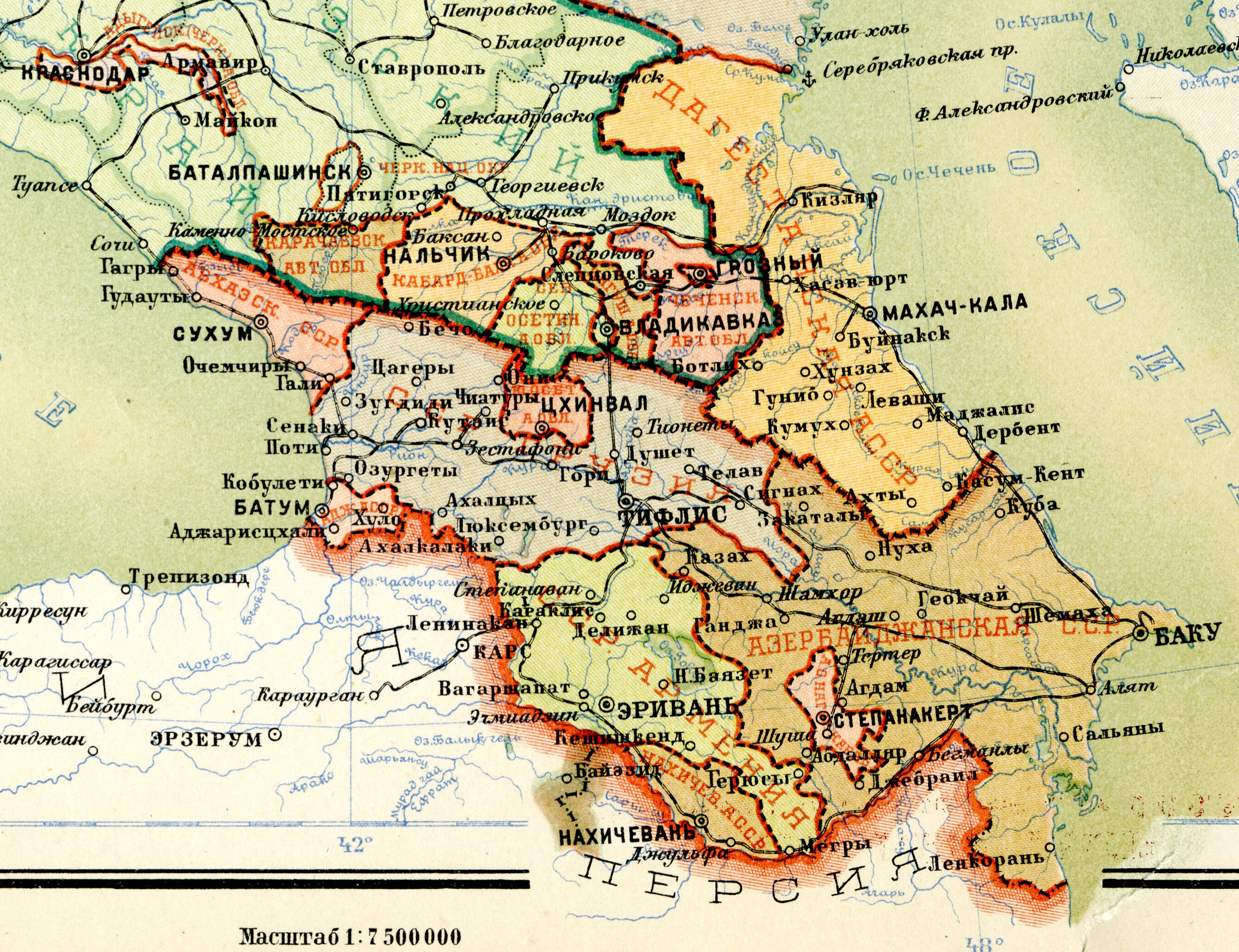
Политическая карта Кавказа в 1928 году

В 1917 году была провозглашено независимое государство горских народов (Союз Горцев, а затем Горская республика) — конфедерация территорий Дагестана, Чечни, Ингушетии, Осетии, Кабардино-Черкессии и Карачаево-Балкарии, Адыгеи, Ногайских степей и, в некоторый период, Абхазии. Республика просуществовала до 1920 года, когда власть на Северном Кавказе захватили большевики при поддержке Красной армии. Также в 1918—1921 годах существовали независимые армянское, грузинское и азербайджанское государства, чьи территории были присоединены к СССР в результате военных операций Красной армии.
После установления советской власти на северном Кавказе межэтническая напряженность не прекратилась. В первой половине 1920-х прошли массовые восстания в Дагестане и Чечне. В 1940—1944 годах вспыхнуло восстание Хасана Исраилова на территории Чечено-Ингушетии, отдельные бойцы которого боролись с советской властью вплоть до 1976 года. В 1958 году прошли массовые беспорядки в Грозном. В 1973 году прошёл массовый митинг в Грозном с требованиями автономии для ингушского народа. В 1977 году произошла серия терактов в Москве, ответственность за которые была возложена на армянских националистов. В 1978 году прошли массовые демонстрации в Грузии из-за языкового вопроса. В 1981 году прошли массовые беспорядки в Орджоникидзе.

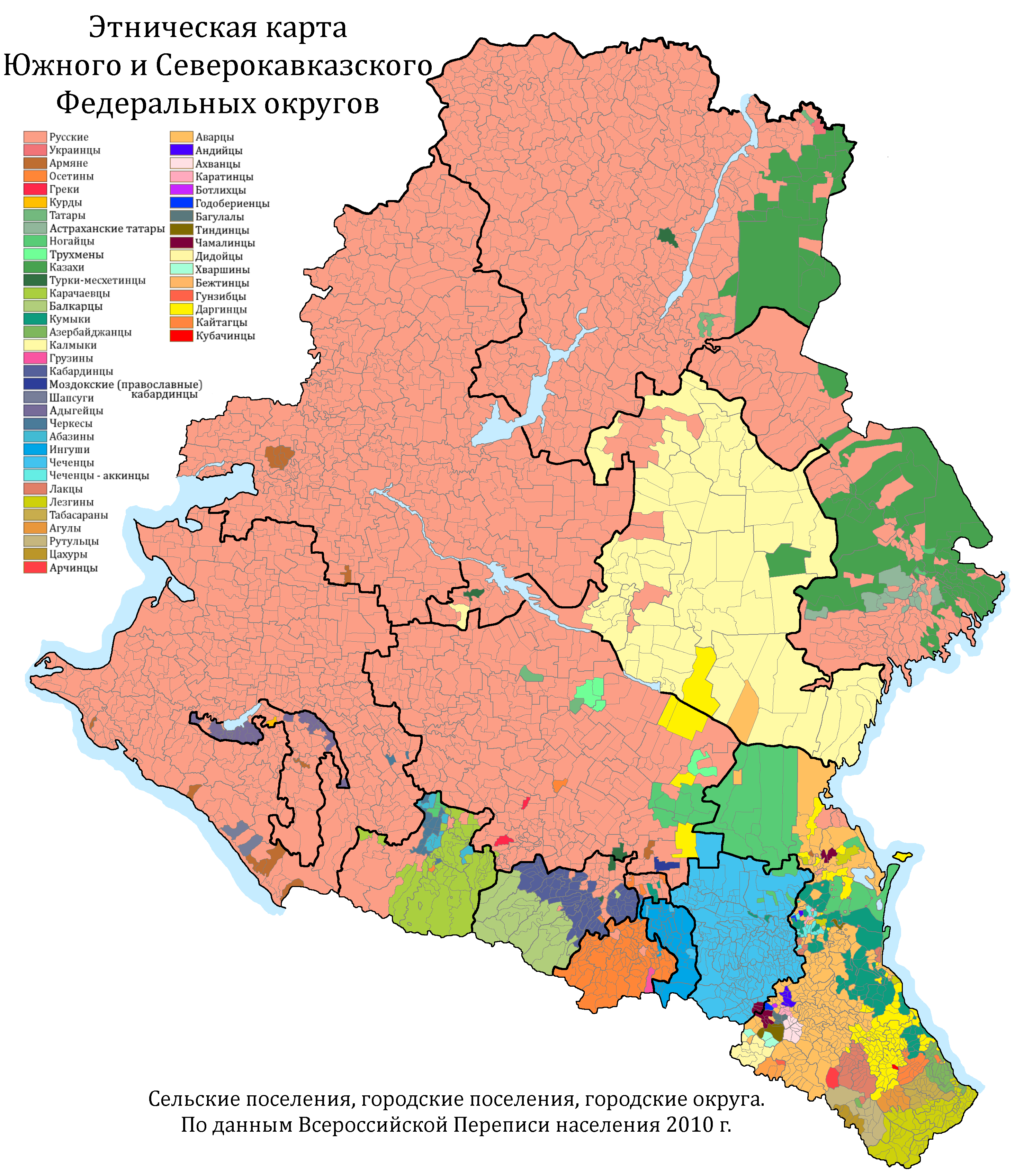
Этническая карта Северного Кавказа в 2010 году

В 1990-х годах Кавказская война также использовалась сепаратистскими силами как весомый аргумент в борьбе с Россией.
После распада СССР часть кавказских народов получила независимость: возникли международно признанные (Грузия, Армения, Азербайджан) и частично признанные (Абхазия, Южная Осетия) национальные государства на Кавказе. Также около десятилетия существовала де факто независимая Чеченская Республика Ичкерия, сумевшая отстоять свою независимость в Первой чеченской войне, но потерпевшая поражение во Второй чеченской войне.
Часть кавказских народов проживает в национальных республиках в составе РФ: Дагестан, Чечня, Ингушетия, Северная Осетия, Кабардино-Балкария, Карачаево-Черкесия, Адыгея.
Также имеются две национальные республики в составе Грузии: Абхазия и Аджария.

## В историографии

### В Российской империи
В царской историографии были закреплены тезисы о «дикости» кавказских народов, отсутствии у них самобытной культуры и о необходимости «умиротворения» и колонизации региона, чем и оправдывалась экспансия России на Кавказ. Как отмечает исследователь А. Ю. Чирг, для оправдания захватнической войны империя создала миф о кавказцах, как о хищниках, живших исключительно за счёт набегов и разбоев. Таким образом, для России Кавказская война представлялась едва ли не оборонительной.

### В Советской России
В советской исторической науке представление о Кавказской войне было переиначено. События объясняли строго с марксистской позиции, сводя всё к борьбе классов. Из-за интернациональной политики русские не могли считаться завоевателями и колонизаторами, поэтому агрессивные устремления приписывались таким условным явлениям, как «царизм». Горское сопротивление определялось как антиколониальное и антифеодальное. Идеологические причины вынуждали советских историков продвигать идею о том, что война была частью общемирового революционного движения.

В 50-е годы XX века был уже принят тезис, согласно которому народы мирно вошли в состав многонационального российского государства. Советский историк В. Г. Гаджиев так охарактеризовал присоединение Дагестана: 
«народы Дагестана, как и другие народы Кавказа, тяготели к России и не раз обращались к ней за помощью и поддержкой. Присоединение Дагестана к России, подготовленное всем ходом русско-дагестанских отношений, имело прогрессивное значение… В лице русского народа … народы Дагестана обрели великого союзника и защитника, верного друга и руководителя борьбы за социальное и национальное освобождение.»
Переменным было отношение советской историографии к личности Шамиля: как указывает историк Э. С. Радзинский, в 1920-е годы он представлялся в качестве лидера национально-освободительной борьбы, однако в следующем десятилетии он стал характеризоваться как агент империализма. Во время Великой Отечественной войны Шамиль обратно стал героизироваться, но в 1949 году снова был признан агентом.

### В Российской Федерации
В 2011 году историк А. Е. Савельев писал, что в постсоветской историографии марксистская концепция об антиколониальной и антифеодальной сущности войны не потерпела сильных изменений и остаётся приоритетной. Он выражал при этом сожаление, что в работах некоторых историков кавказского происхождения встречаются трактовки, в которых горцы представляются «невинными жертвами российской агрессии».
В то же время исследователь В. А. Шнирельман отмечал в 2015 году, что в современной российской школьной программе Кавказская война освещается лишь мимоходом, причём в целом ряде учебников основными виновниками конфликта объявляются горцы по принципу «жертва сама виновата», игнорируются имперская политика выжженной земли, зверства русских генералов, колониальные планы изгнания кавказцев с региона и мухаджирство. «С помощью умолчания и одностороннего освещения событий горцы демонизируются, а политика царских властей представляется „вынужденным ответом“», — заключает Шнирельман. К примеру, по утверждению историка А. С. Орлова, «Северный Кавказ, как и Закавказье, не был превращён в колонию Российской империи, а вошёл в её состав на равных правах с другими народами», а сопротивление горских народов объяснялось религиозным фанатизмом и националистическим неприятием русских.
Ряд исследователей указывают на несвободу изучения темы Кавказской войны из-за её широкой политизации.

## В культуре

### В русской
Но европейца все вниманье

Народ сей чудный привлекал.

Меж горцев пленник наблюдал

Их веру, нравы, воспитанье,

Любил их жизни простоту,

Гостеприимство, жажду брани,

Движений вольных быстроту,

И лёгкость ног, и силу длани
В разные периоды в Кавказской войне участвовали Лев Толстой, Лермонтов, Полежаев, Бестужев-Марлинский и другие классики, в чьём творчестве Кавказ сыграл заметную роль. В русской поэзии под влиянием романтизма прослеживается восхищение экзотическим кавказским краем и его народами.
По отношению к войне в литературе встречаются как проимперские мотивы, как, например, у Пушкина, восхвалявшего русские завоевания, так и протестные. Тему бессмысленности жестокого кровопролития поднимал Лермонтов в стихотворении «Валерик», посвященном битве при Валерике, в которой поэт лично принимал участие.
Документальных сериалов, полностью посвящённых Кавказской войне XIX века, пока немного. Однако есть фильмы и проекты, которые освещают её события:
1. Штурм будет стоить дорого 2001 год, Борис Соболев.

### В кавказской
Участники Кавказской войны на стороне имамата написали несколько поэм, воспевающих героизм народов Кавказа. Магомед-Бек Аварский в своей поэме «Пленение Шамиля» описывает многие события войны. В XIX веке дагестанский ученый и поэт Абдурахман-хаджи Согратлинский создал несколько поэм посвящённых погибшим наибам Северо-Кавказского имамата. Позже его сын Мухаммад-Хаджи Согратлинский написал поэму (касыда) «Три имама или Век-Давитель», которая впервые была опубликована в Стамбуле в 1909 году.